# Littorinimorpha
Ordre
Les Littorinimorpha sont un ordre de mollusques prosobranches de la classe des gastéropodes, de la sous-classe des Caenogastropoda. 

## Présentation
Cet ordre se substitue à celui des Neotaenioglossa, utilisé dans des classifications plus anciennes, tout comme celui des Mesogastropoda (issu de Thiele, 1921). Chez Ponder & Lindberg (1997), les Littorinimorpha étaient un infra-ordre du sous-ordre des Hypsogastropoda, au sein de l'ordre des Sorbeoconcha. 
Ce groupe est surtout défini par opposition à celui des Neogastropoda. Contrairement à ces derniers, les Littorinimorpha sont encore mal définis, et constituent probablement un groupe paraphylétique. 
Cet ordre compte principalement des gastéropodes marins, mais aussi des familles vivant en eau douce et quelques genres terrestres. 

## Liste des familles
Selon World Register of Marine Species (24 août 2015) :

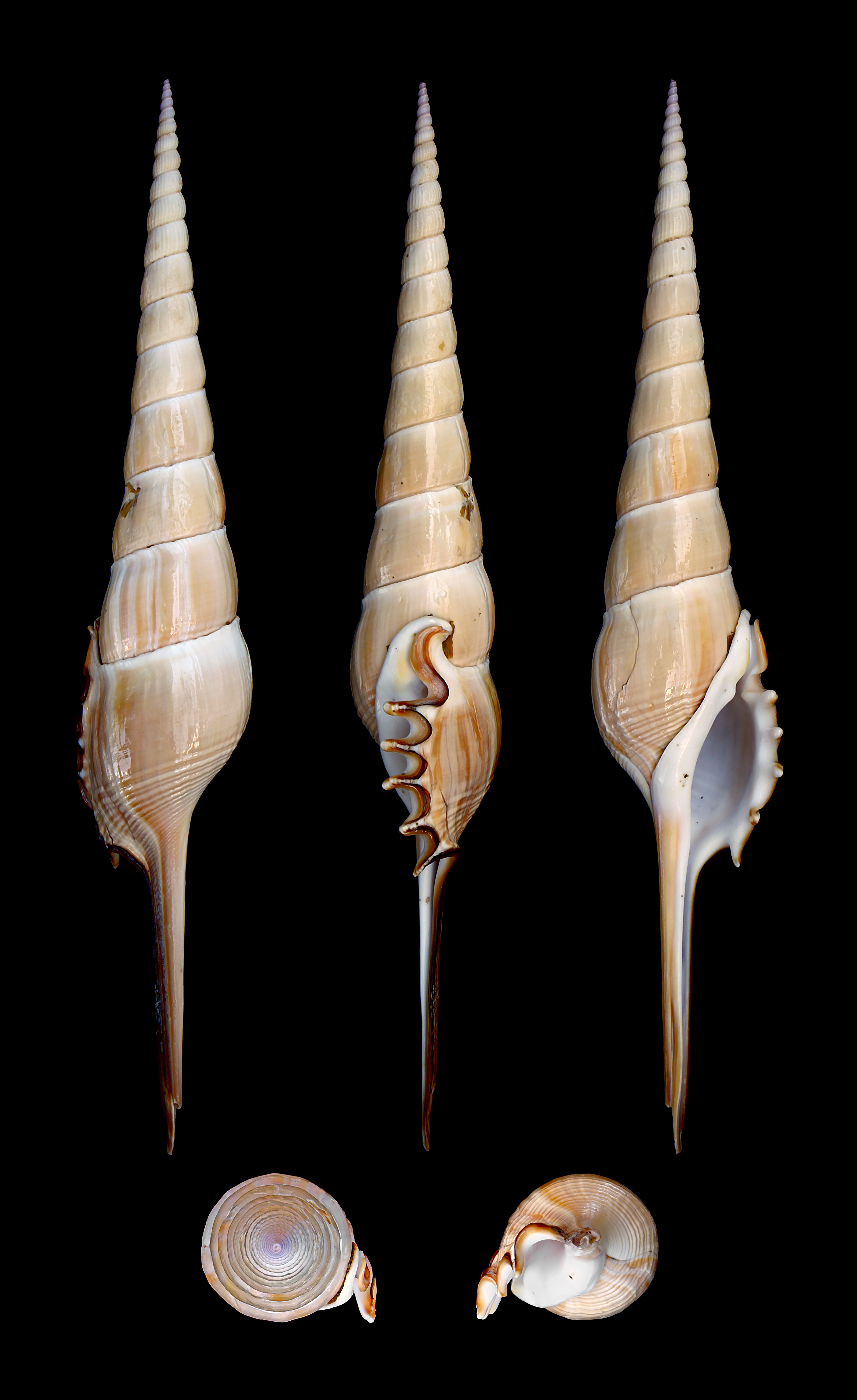
Tibia fusus, une espèce de strombe tropicale (famille des Rostellariidae).

- super-famille Calyptraeoidea Lamarck, 1809
  - famille Calyptraeidae Lamarck, 1809
- super-famille Capuloidea Fleming, 1822
  - famille Capulidae Fleming, 1822
- super-famille Cingulopsoidea Fretter & Patil, 1958
  - famille Cingulopsidae Fretter & Patil, 1958
  - famille Eatoniellidae Ponder, 1965
  - famille Rastodentidae Ponder, 1966
- super-famille Cypraeoidea Rafinesque, 1815
  - famille Cypraeidae Rafinesque, 1815
  - famille Ovulidae Fleming, 1822
  - famille Pediculariidae Gray, 1853
- super-famille Ficoidea Meek, 1864 (1840)
  - famille Ficidae Meek, 1864 (1840)
- super-famille Littorinoidea Children, 1834
  - famille Annulariidae Henderson & Bartsch, 1920
  - famille Bohaispiridae Youluo, 1978 †
  - famille Leviathaniidae Harzhauser & Schneider, 2014 †
  - famille Littorinidae Children, 1834
  - famille Pomatiidae Newton, 1891 (1828)
  - famille Purpurinidae Zittel, 1895 †
  - famille Purpuroideidae Guzhov, 2004 †
  - famille Skeneopsidae Iredale, 1915
  - famille Tripartellidae Gründel, 2001 †
  - famille Zerotulidae Warén & Hain, 1996
- super-famille Naticoidea Guilding, 1834
  - famille Naticidae Guilding, 1834
- super-famille Pterotracheoidea Rafinesque, 1814
  - famille Atlantidae Rang, 1829
  - famille Bellerophinidae Destombes, 1984 †
  - famille Carinariidae Blainville, 1818
  - famille Pterotracheidae Rafinesque, 1814
- super-famille Rissooidea Gray, 1847
  - famille Barleeiidae Gray, 1857
  - famille Emblandidae Ponder, 1985
  - famille Helicostoidae Pruvot-Fol, 1937
  - famille Mesocochliopidae Yu, 1987 †
  - famille Palaeorissoinidae Gründel & Kowalke, 2002 †
  - famille Rissoidae Gray, 1847
  - famille Rissoinidae Stimpson, 1865
- plusieurs autres genres fossiles
- super-famille Stromboidea Rafinesque, 1815
  - famille Aporrhaidae Gray, 1850
  - famille Colombellinidae P. Fischer, 1884 †
  - famille Dilatilabridae Bandel, 2007 †
  - famille Hippochrenidae Bandel, 2007 †
  - famille Pereiraeidae Bandel, 2007 †
  - famille Rostellariidae Gabb, 1868
  - famille Seraphsidae Gray, 1853
  - famille Strombidae Rafinesque, 1815
  - famille Struthiolariidae Gabb, 1868
  - famille Thersiteidae Savornin, 1915 †
  - famille Tylostomatidae Stoliczka, 1868 †
- super-famille Tonnoidea Suter, 1913 (1825)
  - famille Bursidae Thiele, 1925
  - famille Cassidae Latreille, 1825
  - famille Laubierinidae Warén & Bouchet, 1990
  - famille Personidae Gray, 1854
  - famille Pisanianuridae Warén & Bouchet, 1990
  - famille Ranellidae Gray, 1854
  - famille Tonnidae Suter, 1913 (1825)
- super-famille Truncatelloidea Gray, 1840
  - famille Amnicolidae Tryon, 1863
  - famille Anabathridae Keen, 1971
  - famille Assimineidae H. Adams & A. Adams, 1856
  - famille Bithyniidae Gray, 1857
  - famille Bythinellidae Locard, 1893
  - famille Caecidae Gray, 1850
  - famille Calopiidae Ponder, 1999
  - famille Clenchiellidae D. W. Taylor, 1966
  - famille Cochliopidae Tryon, 1866
  - famille Elachisinidae Ponder, 1985
  - famille Emmericiidae Brusina, 1870
  - famille Epigridae Ponder, 1985
  - famille Falsicingulidae Slavoshevskaya, 1975
  - famille Hydrobiidae Stimpson, 1865
  - famille Hydrococcidae Thiele, 1928
  - famille Iravadiidae Thiele, 1928
  - famille Lithoglyphidae Tryon, 1866
  - famille Moitessieriidae Bourguignat, 1863
  - famille Pomatiopsidae Stimpson, 1865
  - famille Stenothyridae Tryon, 1866
  - famille Tateidae Thiele, 1925
  - famille Tornidae Sacco, 1896 (1884)
  - famille Truncatellidae Gray, 1840
  - Truncatelloidea non assignés
- super-famille Vanikoroidea Gray, 1840
  - famille Eulimidae Philippi, 1853
  - famille Haloceratidae Warén & Bouchet, 1991
  - famille Hipponicidae Troschel, 1861
  - famille Vanikoridae Gray, 1840
- super-famille Velutinoidea Gray, 1840
  - famille Triviidae Troschel, 1863
  - famille Velutinidae Gray, 1840
- super-famille Vermetoidea Rafinesque, 1815
  - famille Sakarahellidae Bandel, 2006
  - famille Vermetidae Rafinesque, 1815
- super-famille Xenophoroidea Troschel, 1852 (1840)
  - famille Lamelliphoridae Korobkov, 1960 †
  - famille Xenophoridae Troschel, 1852 (1840)

## Galerie

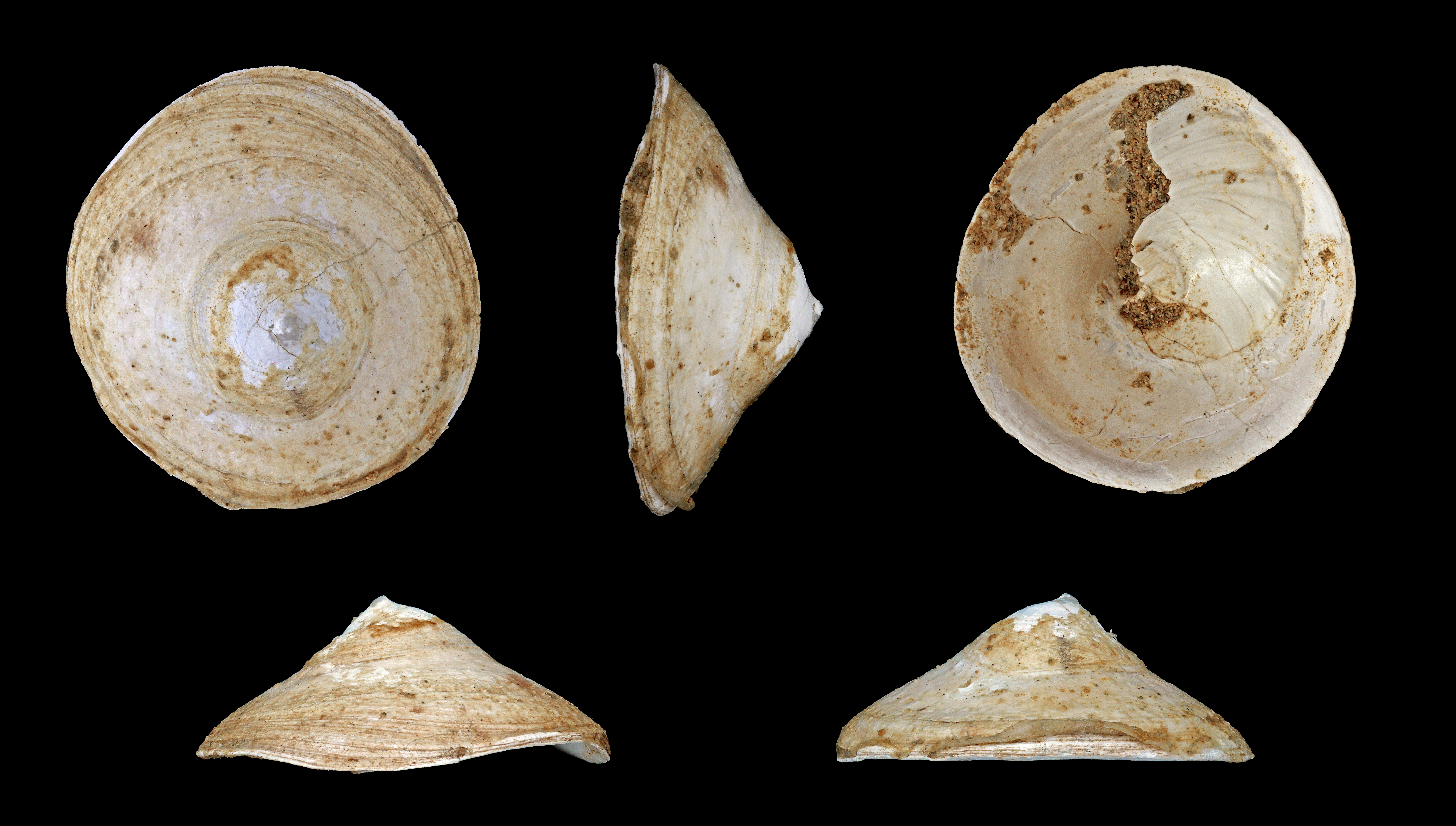
Calyptraea chinensis, un Calyptraeidae.
Cypraea tigris, un Cypraeidae.
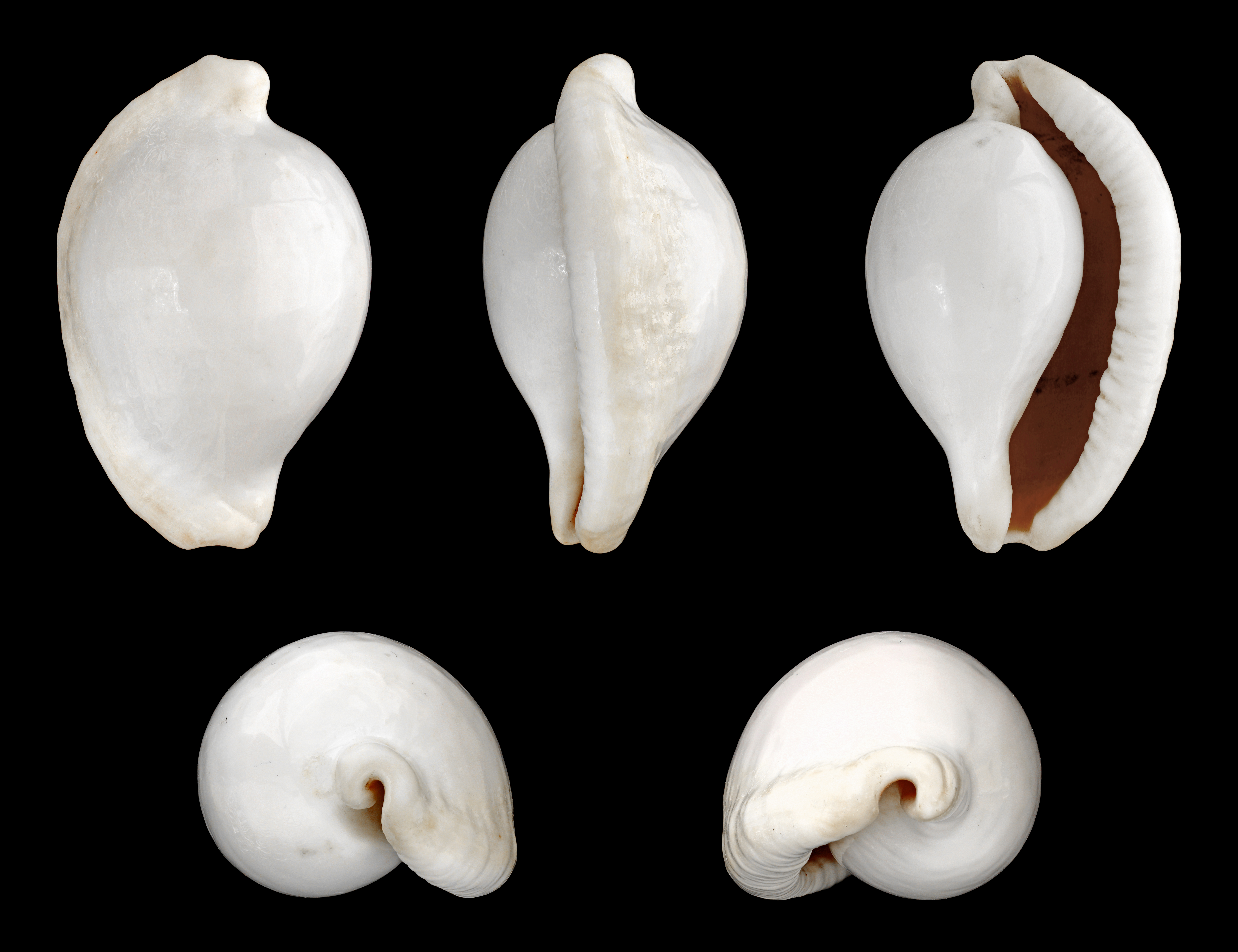
Ovula ovum (Ovulidae).
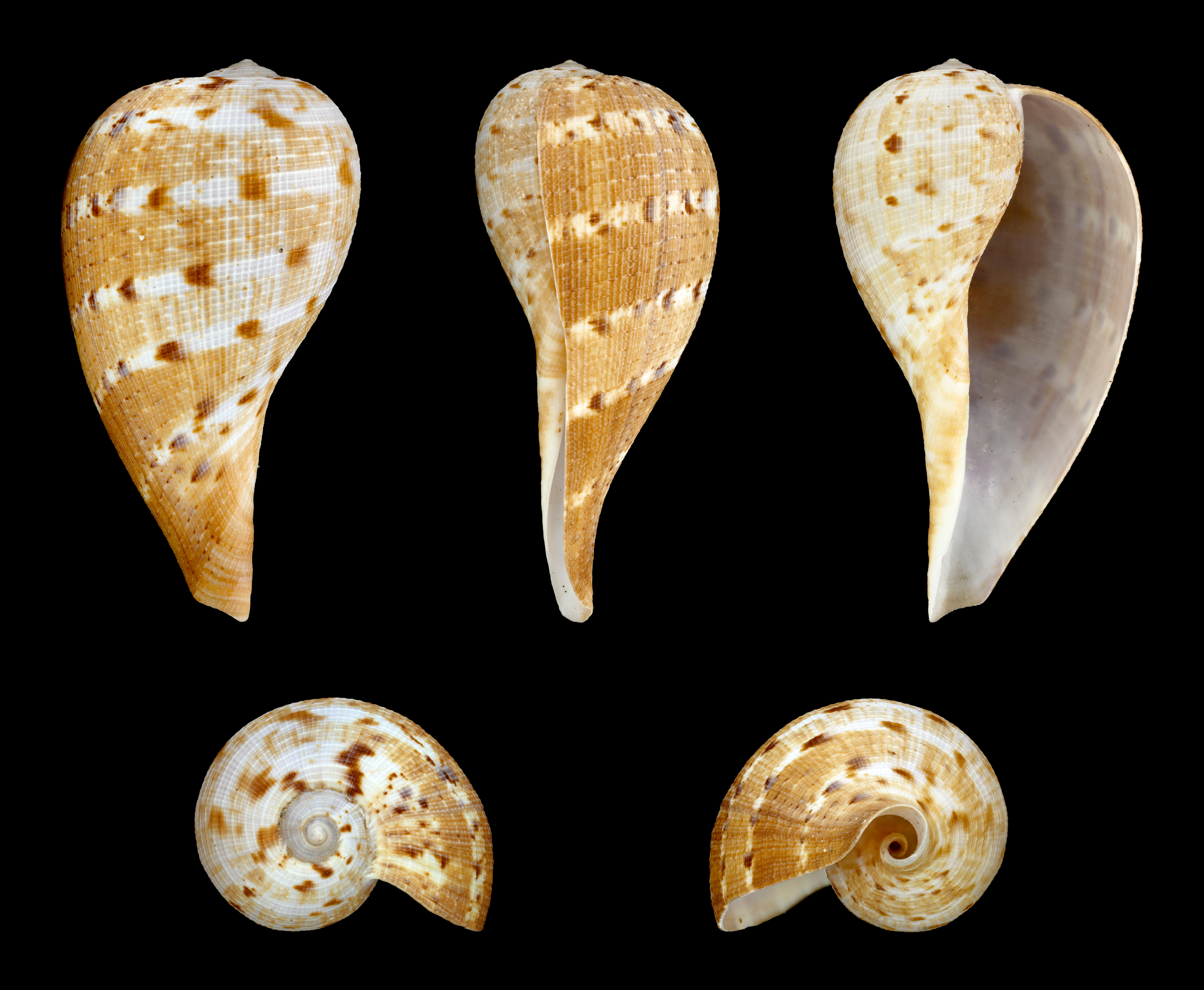
Ficus ficus, un Ficidae.
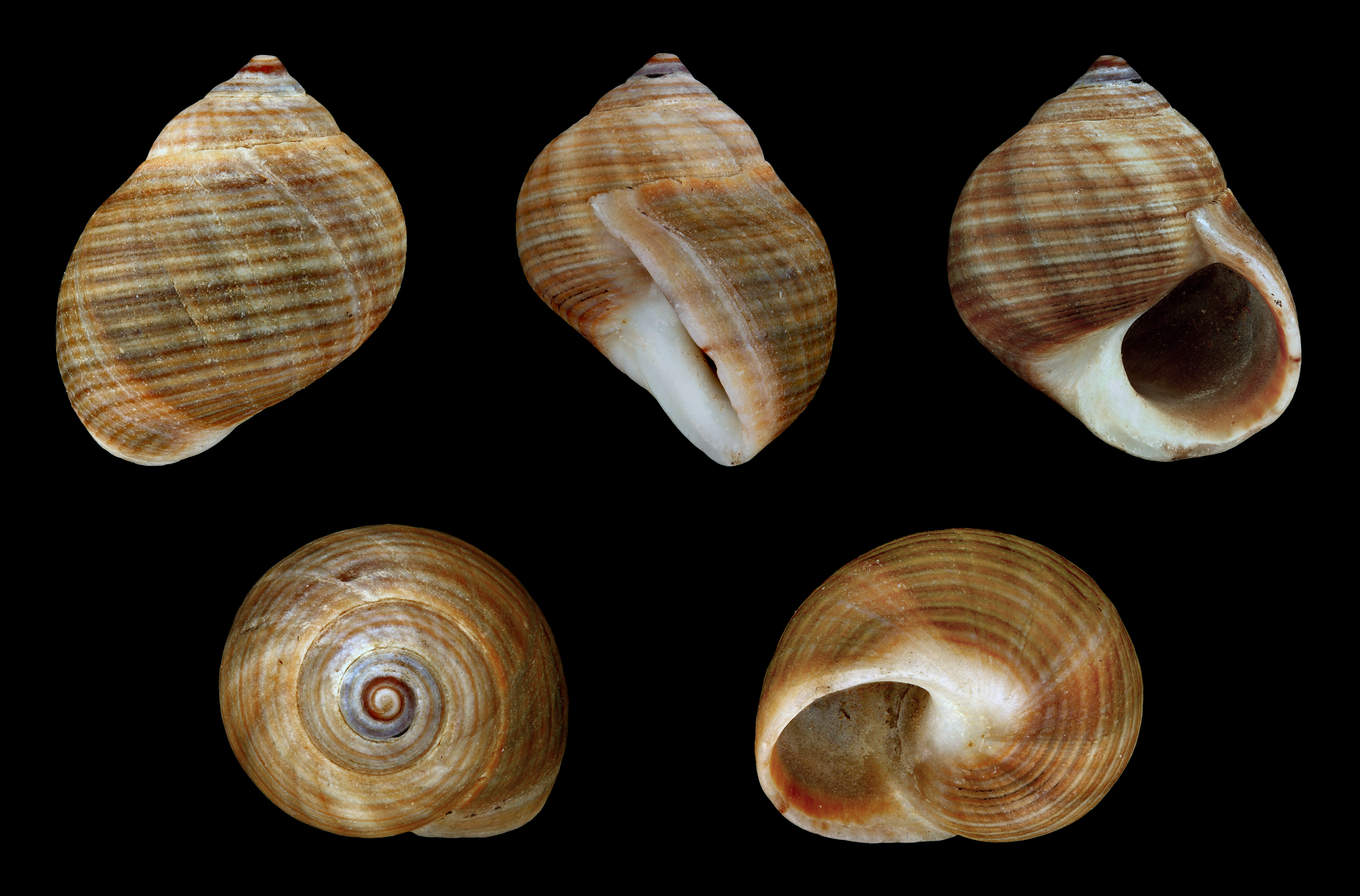
Littorina littorea, un Littorinidae.
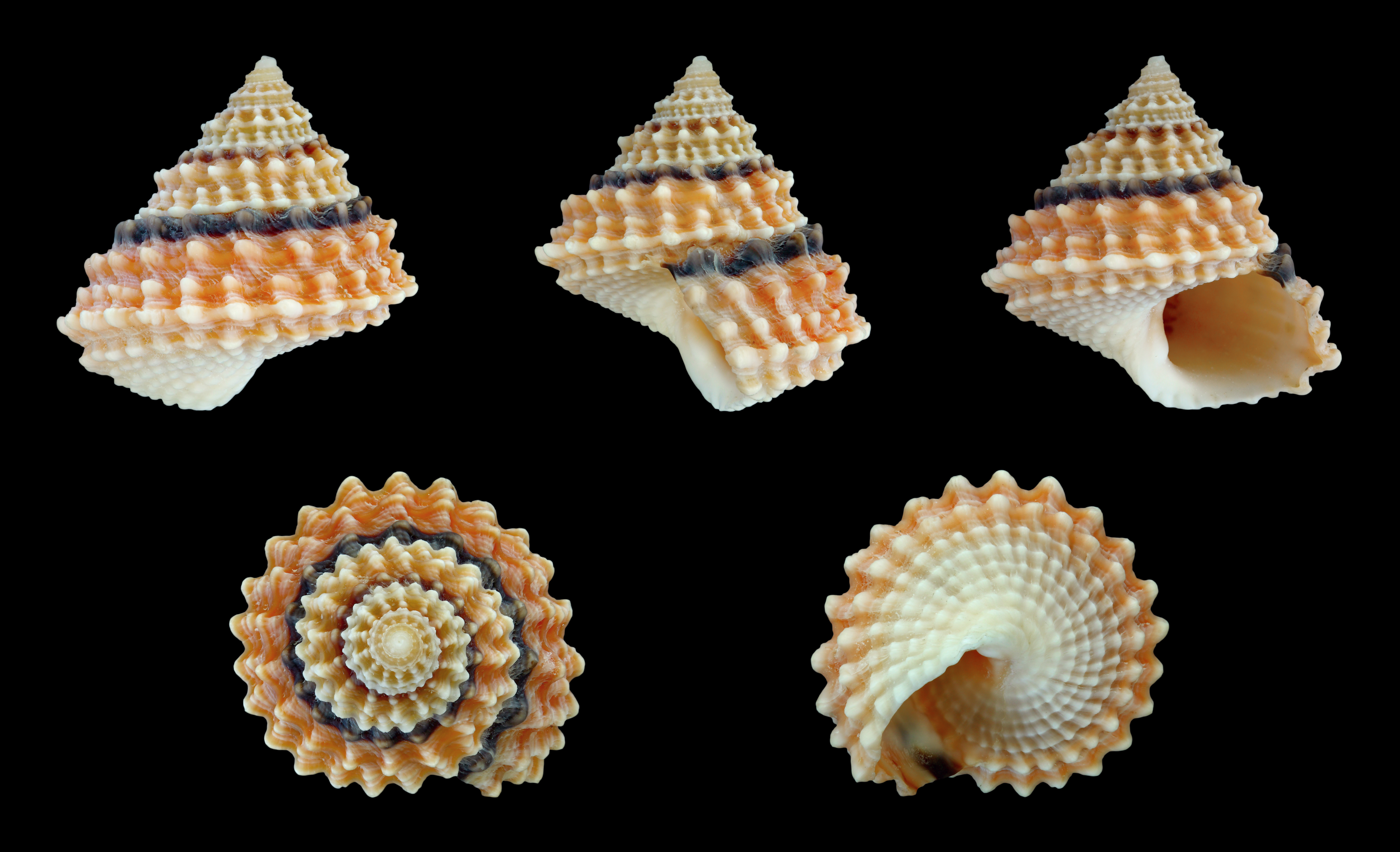
Tectarius coronatus (Littorinidae).
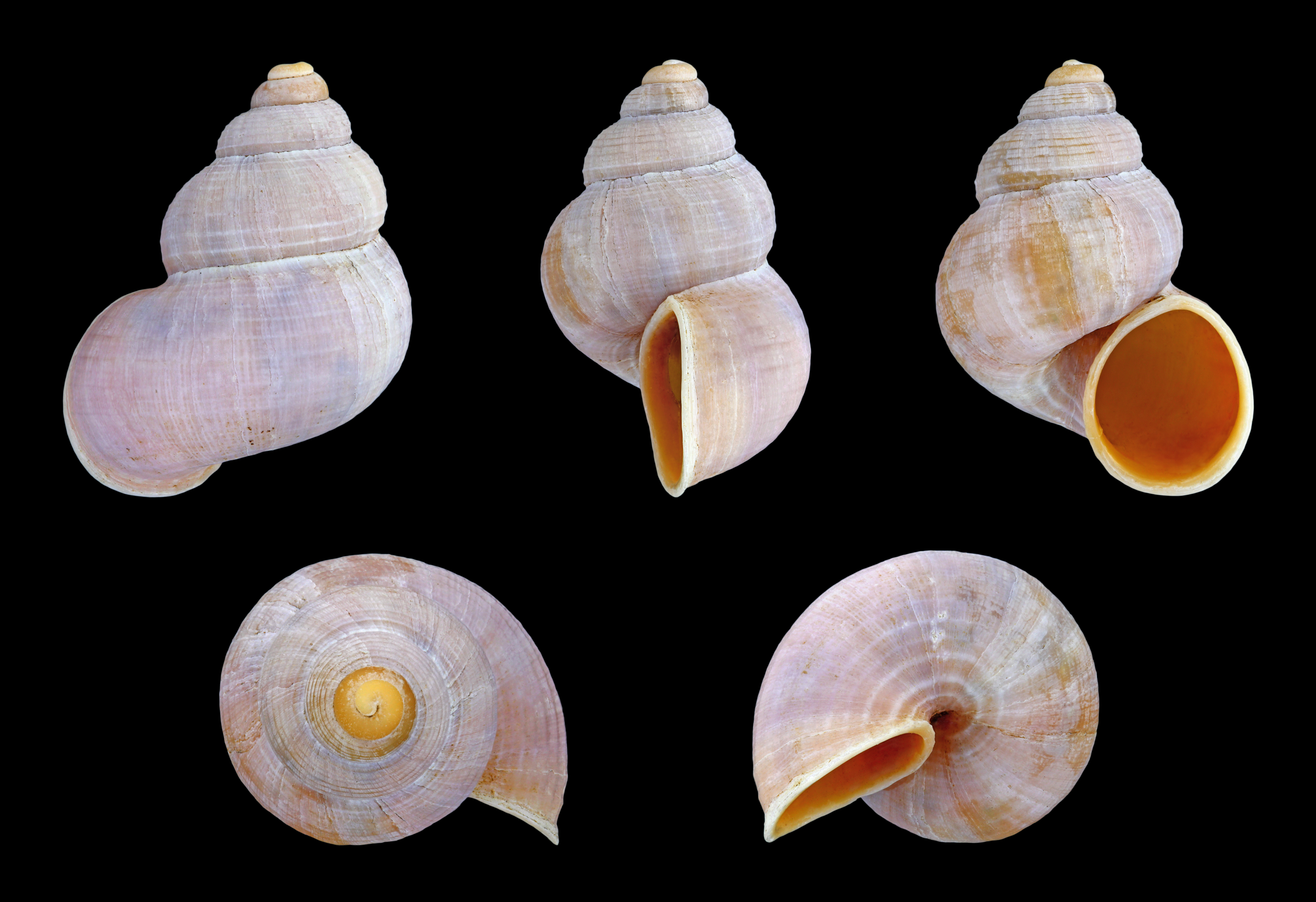
Tudorella sulcata (Pomatiidae).
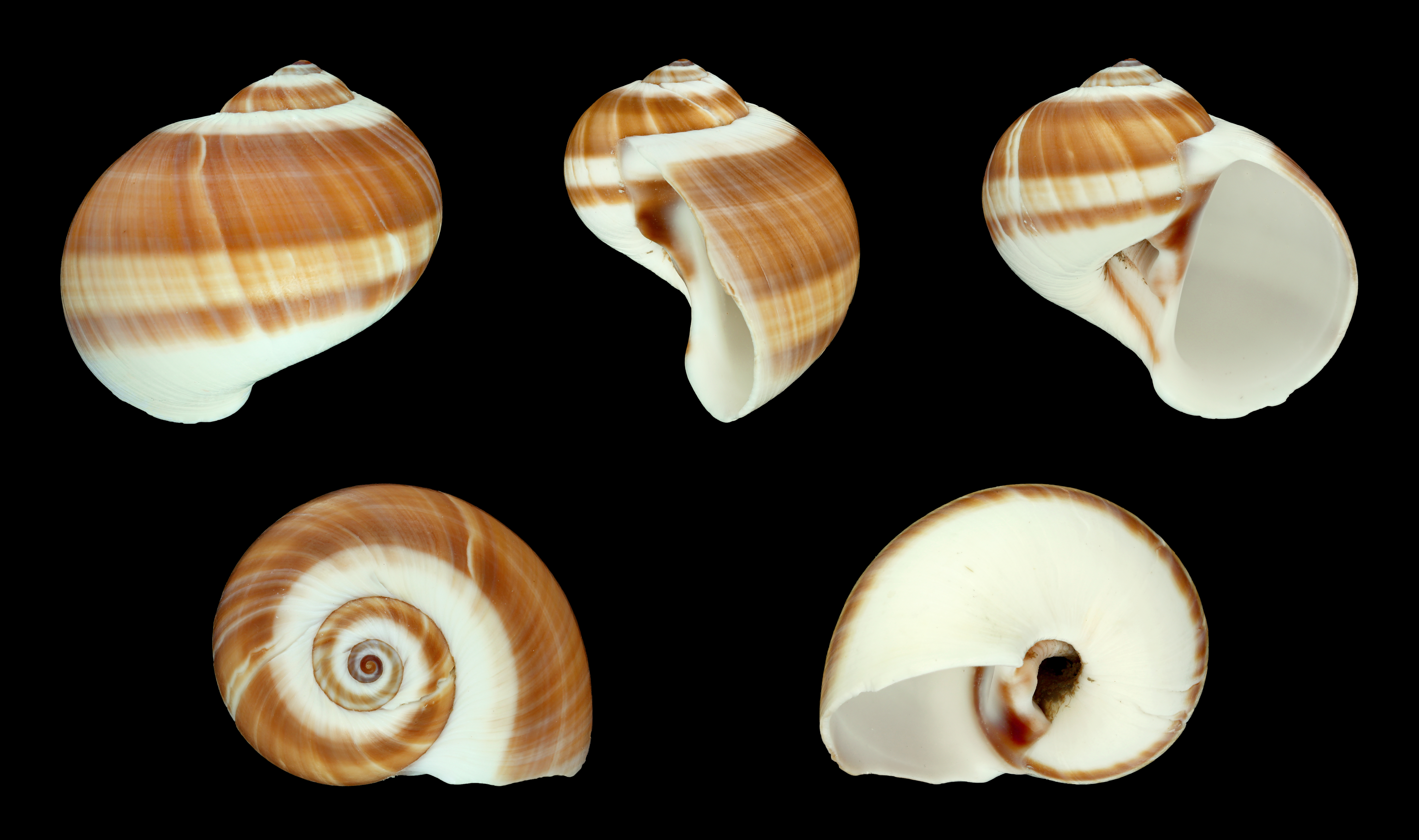
Natica vitellus, un Naticidae.
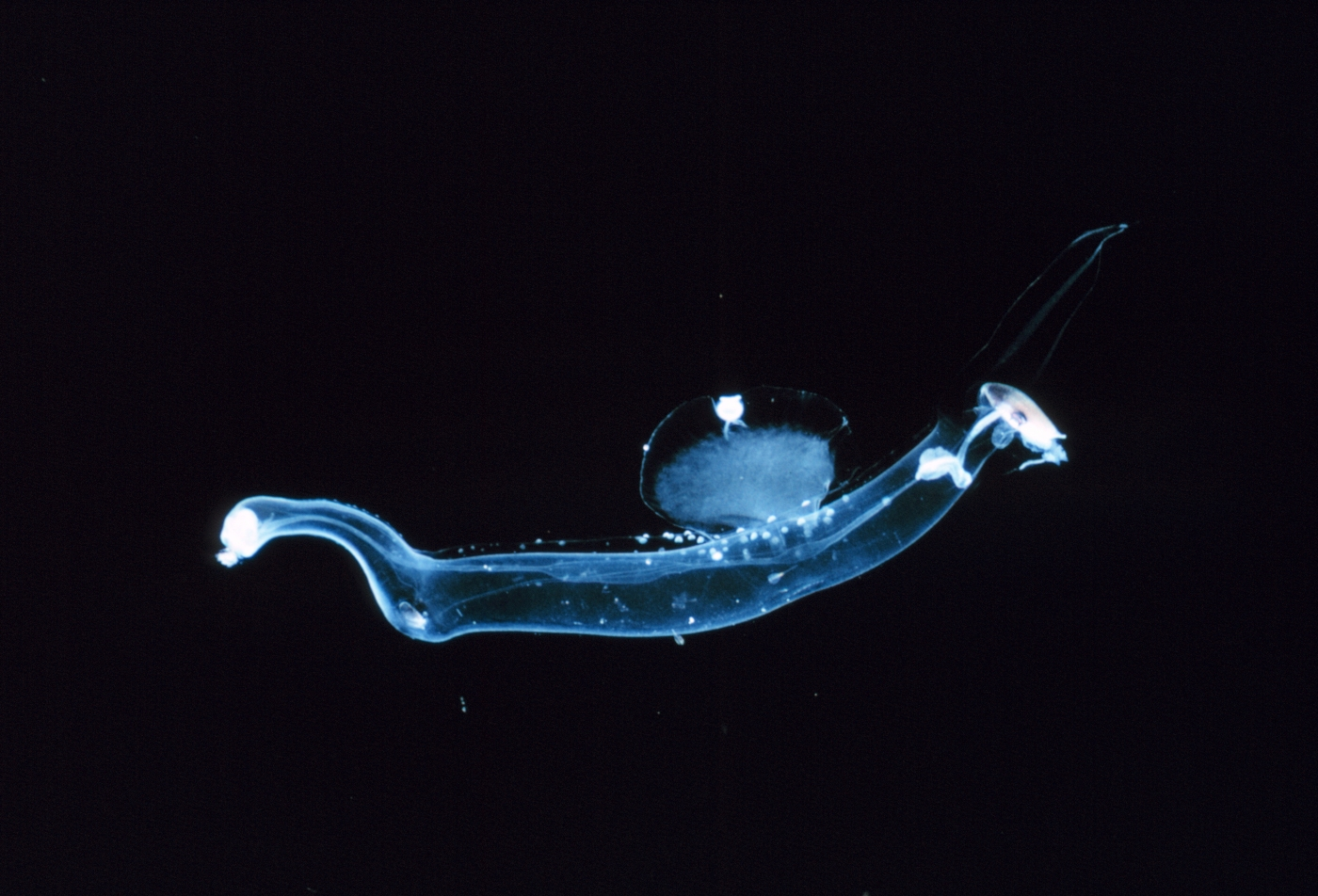
Un Pterotracheidae.
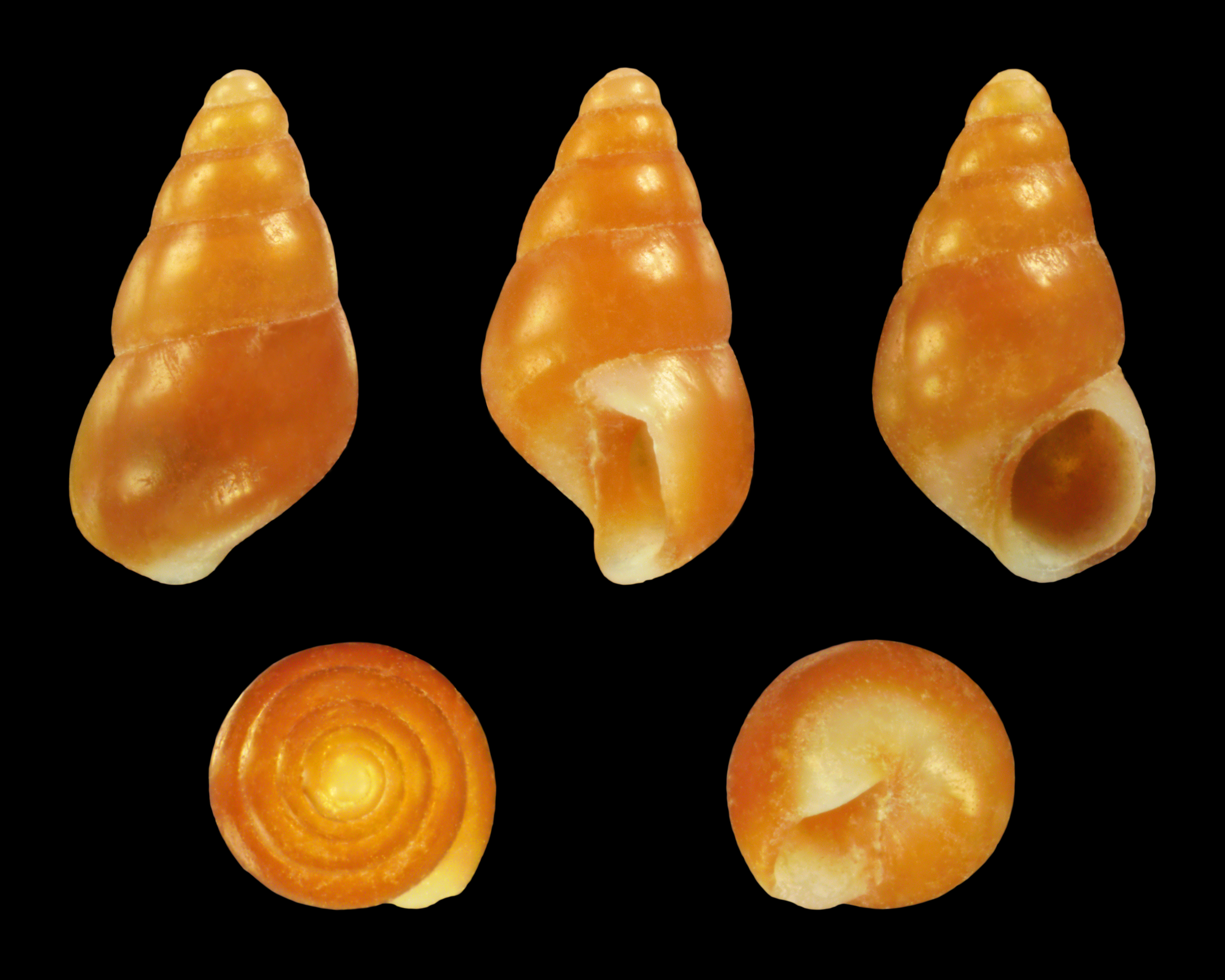
Barleeia unifasciata (Barleeiidae).
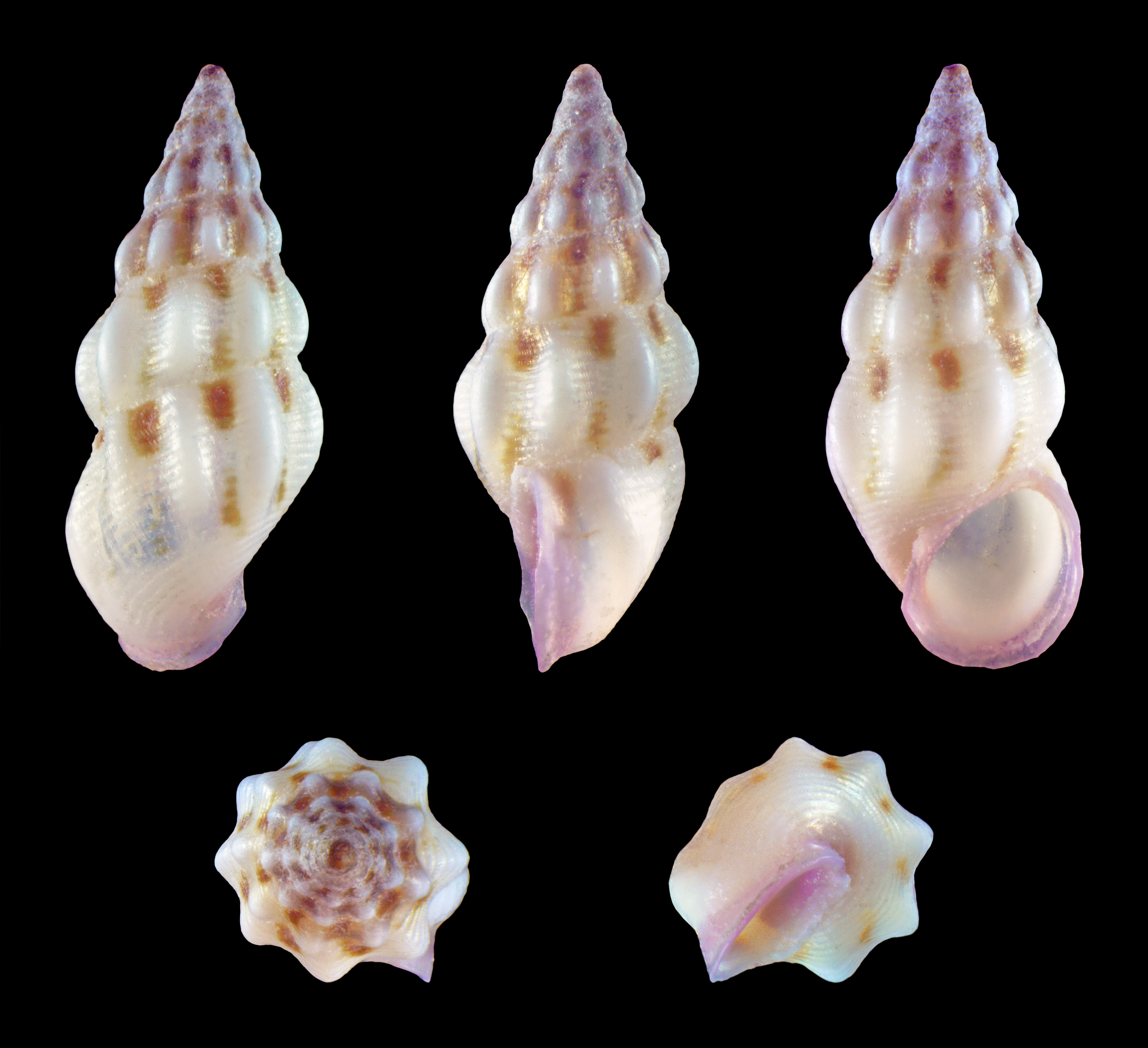
Rissoa decorata (Rissoidae).
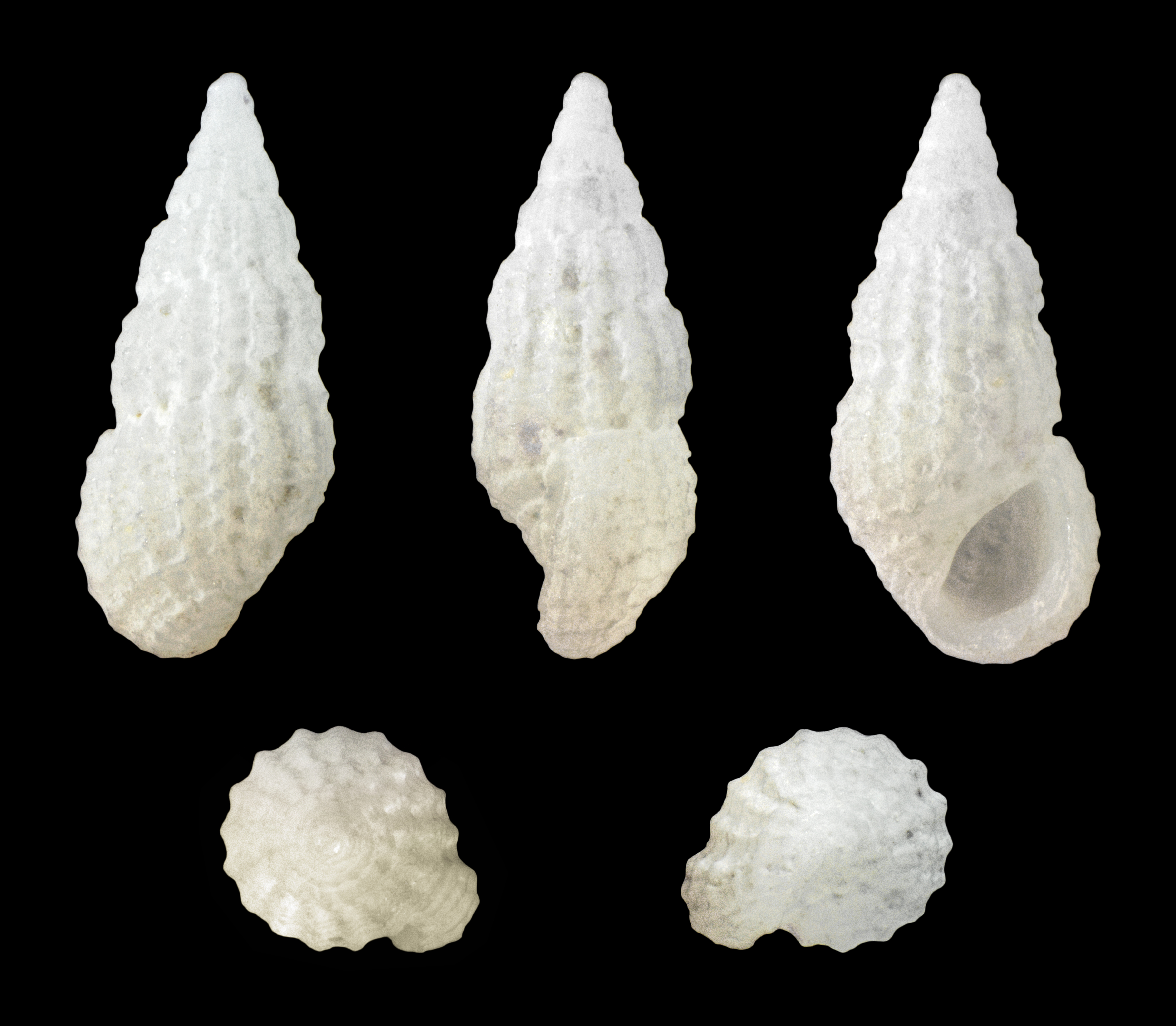
Rissoina tornatilis (Rissoinidae).
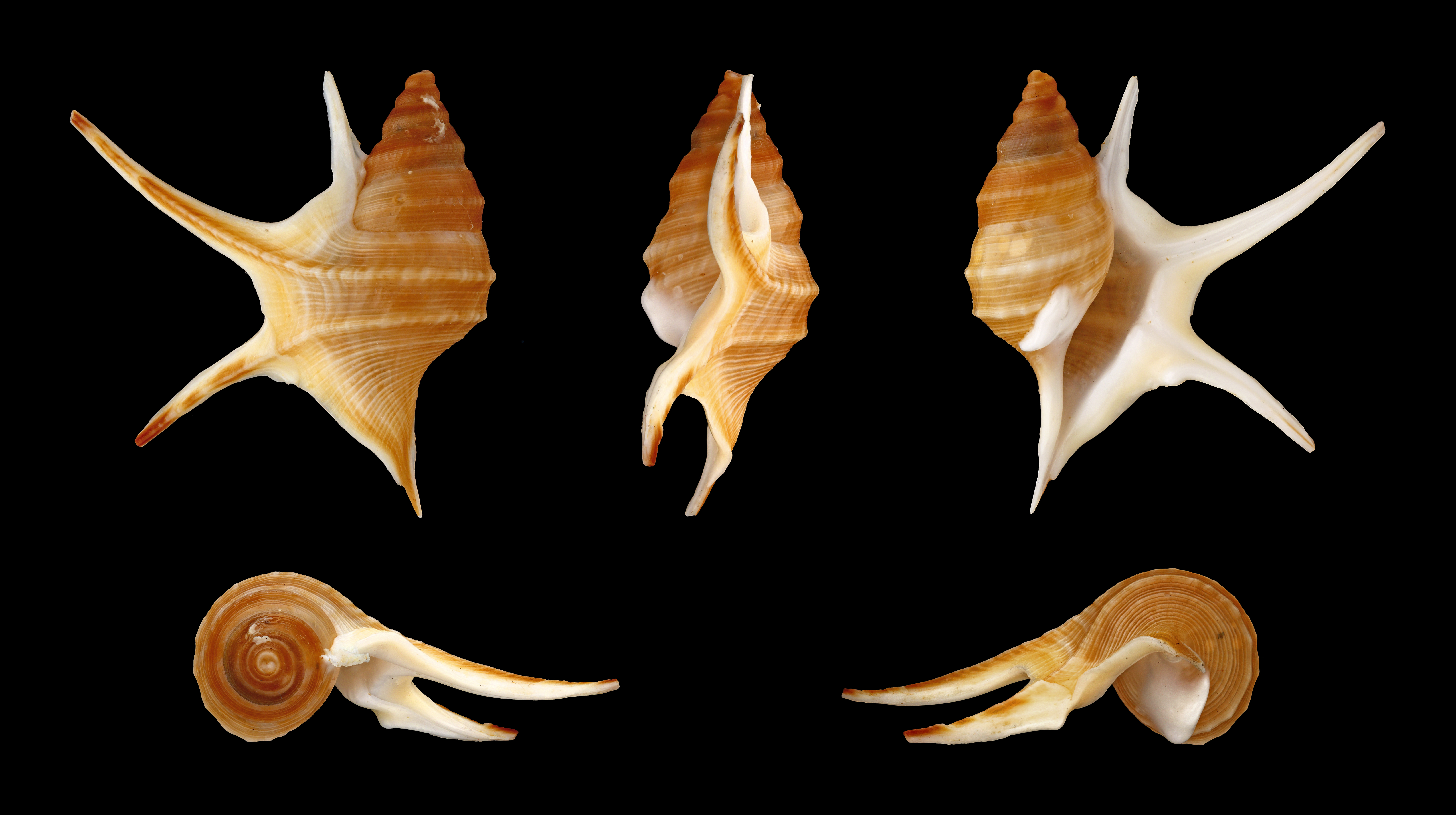
Aporrhais pesgallinae, un Aporrhaidae.
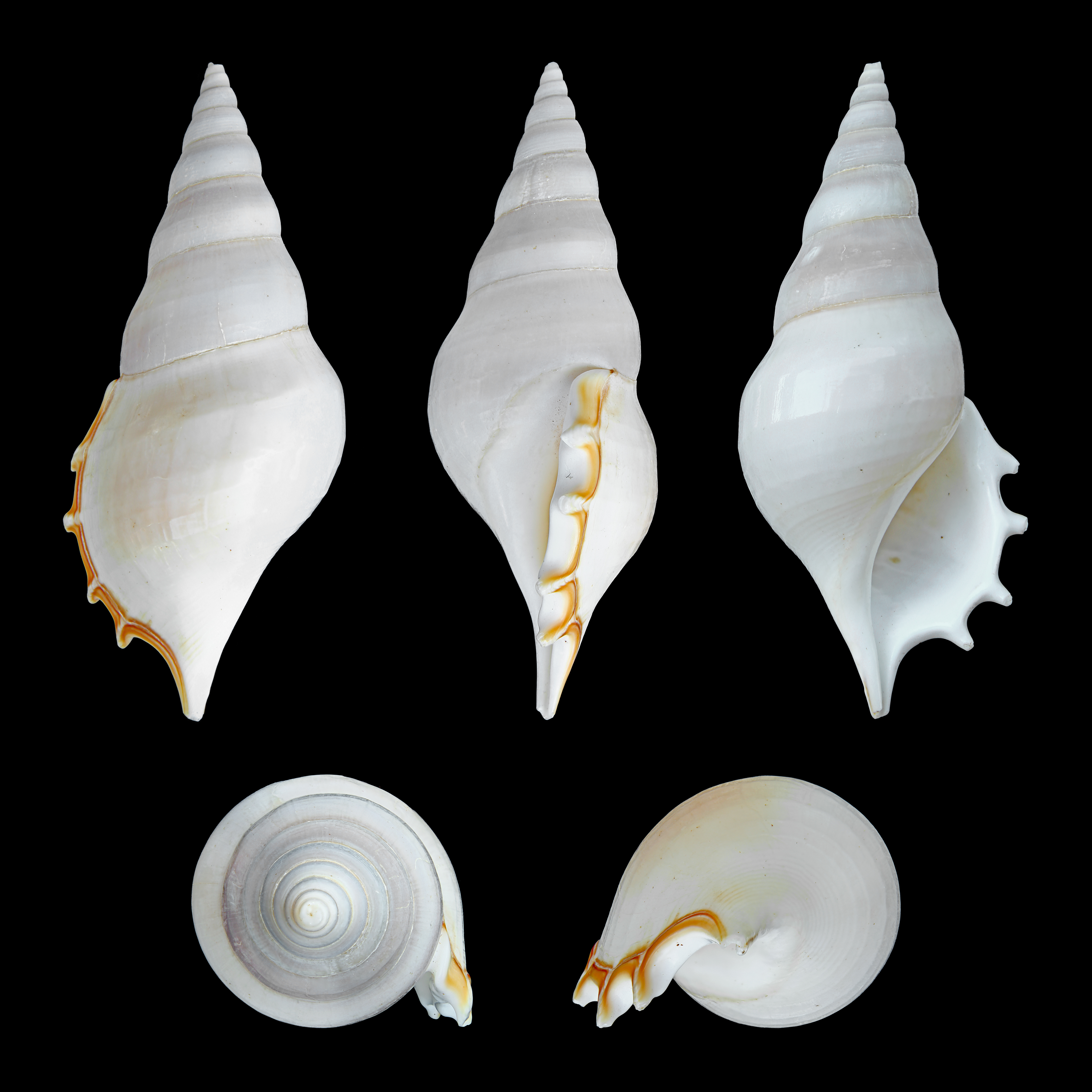
Rostellariella delicatula, un Rostellariidae.
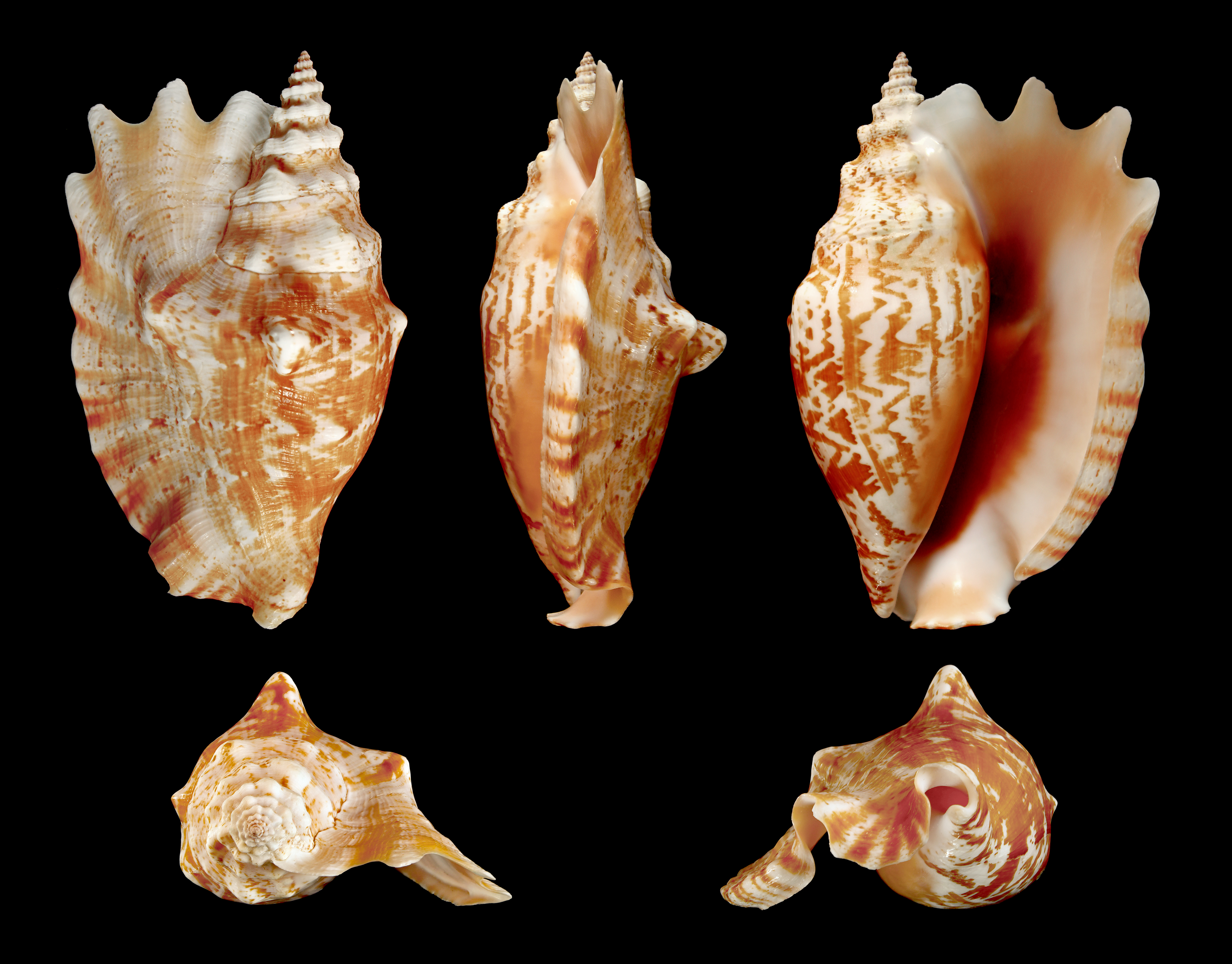
Sinustrombus sinuatus, un Strombidae.
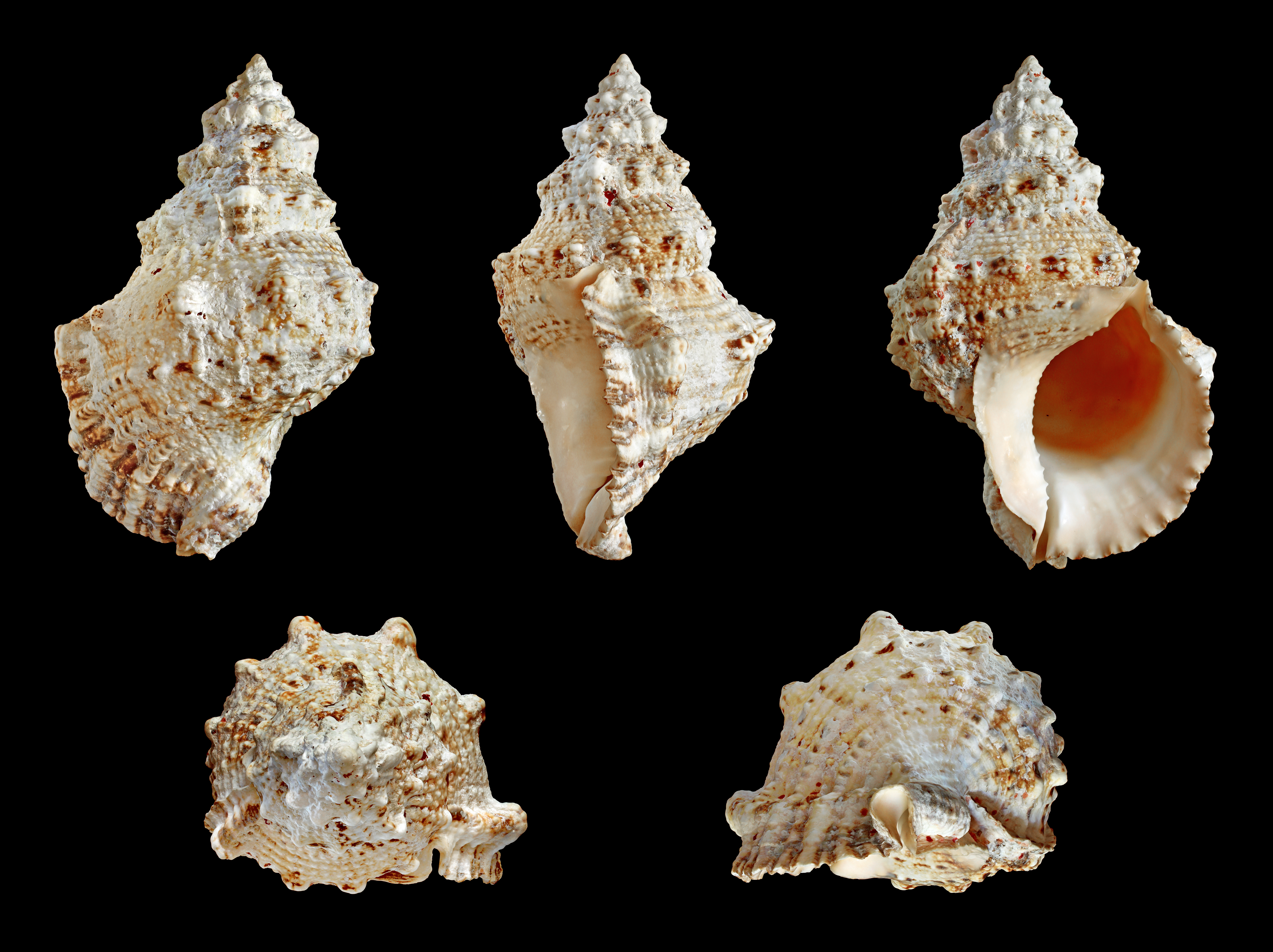
Tutufa bubo (Bursidae).
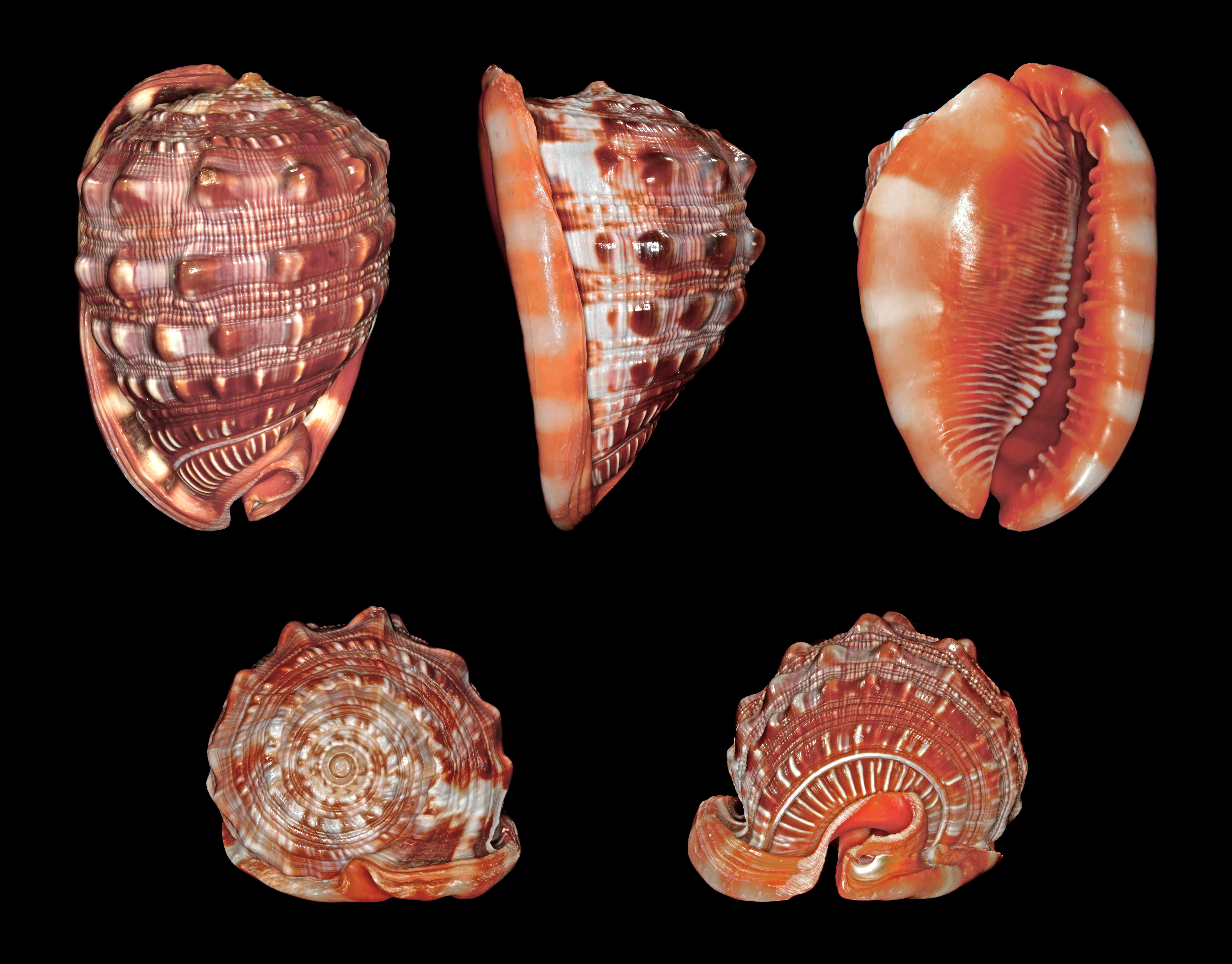
Cypraecassis rufa (Cassidae).
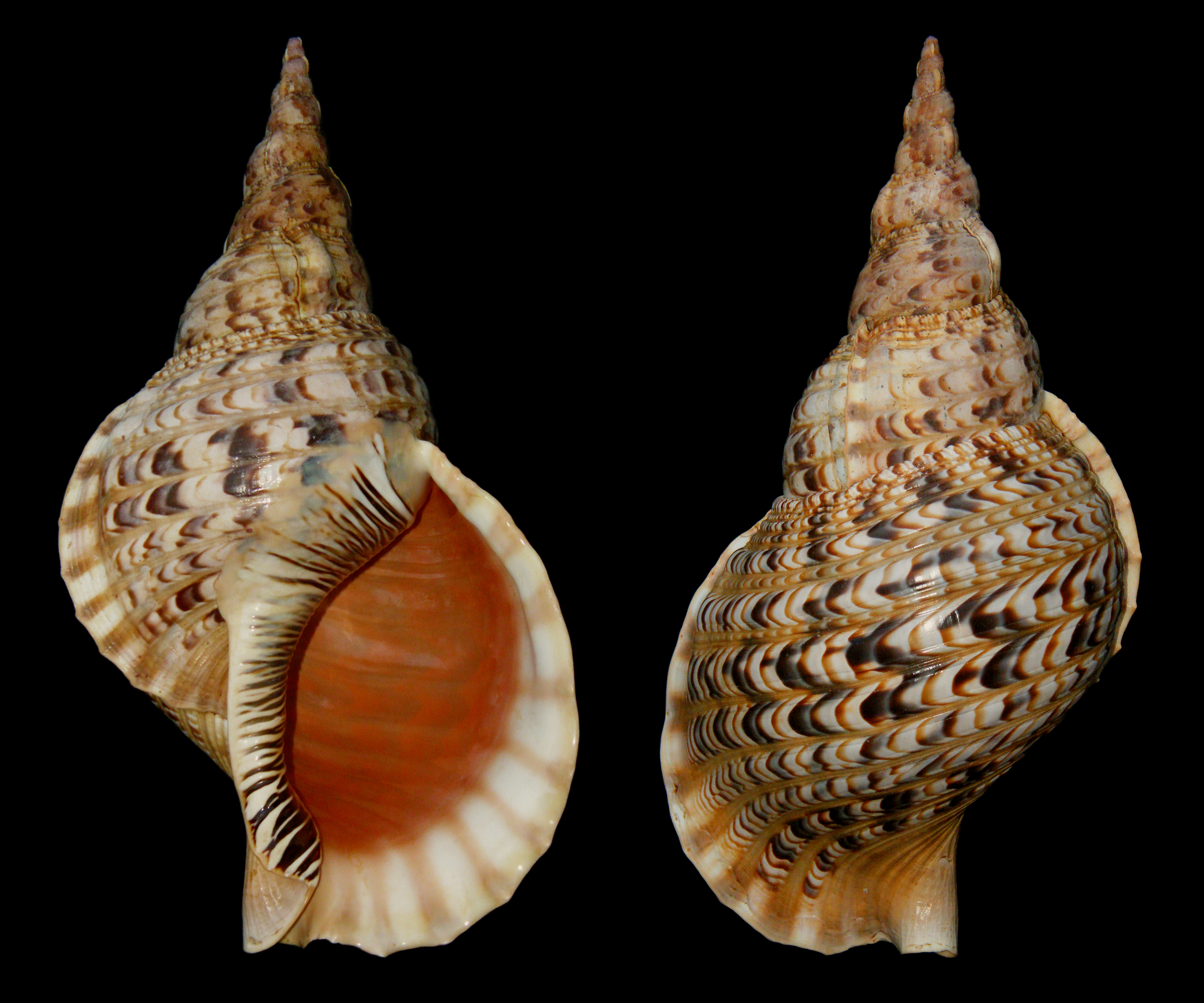
Charonia tritonis (Charoniidae).
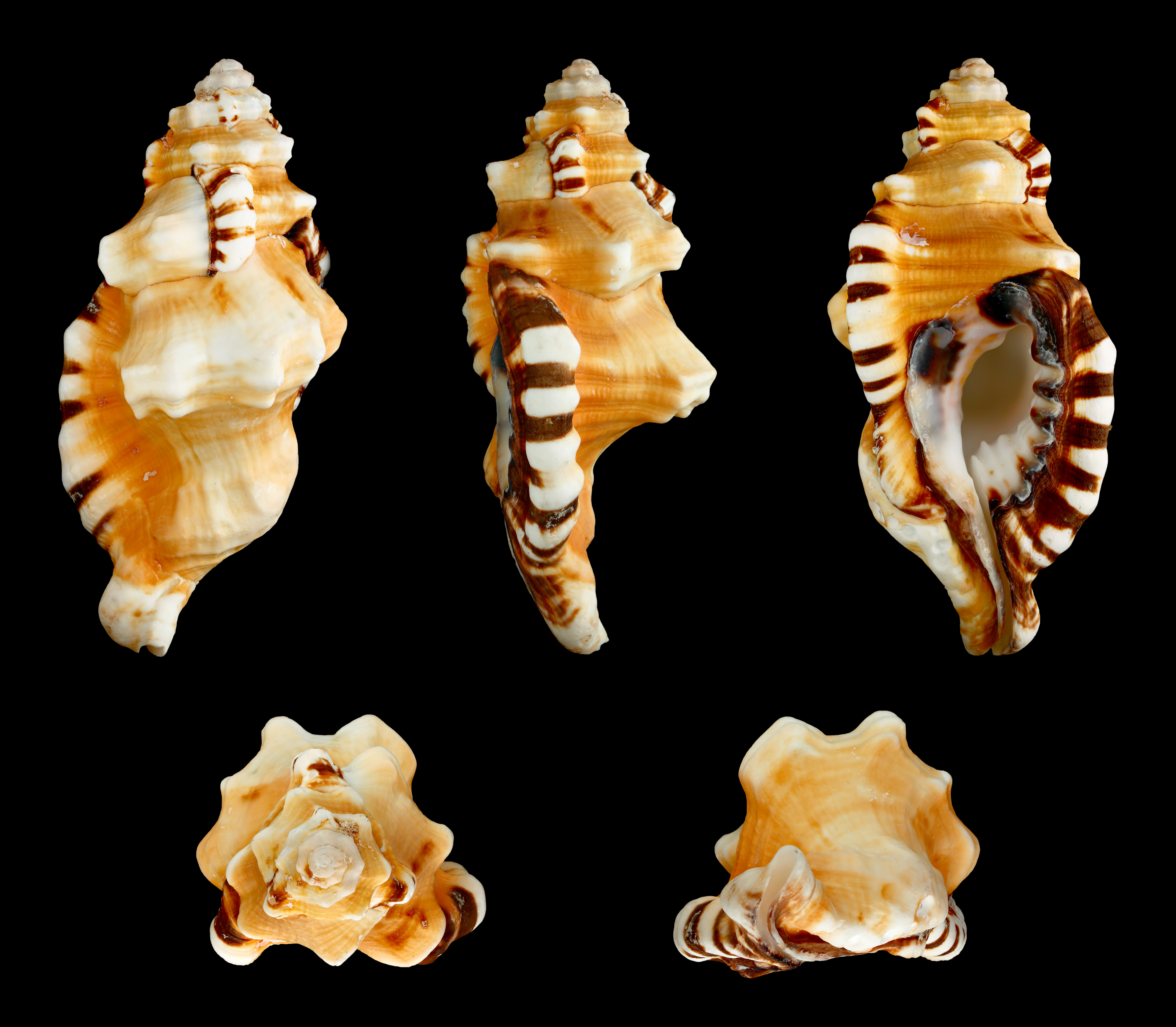
Cymatium lotorium (Cymatiidae).
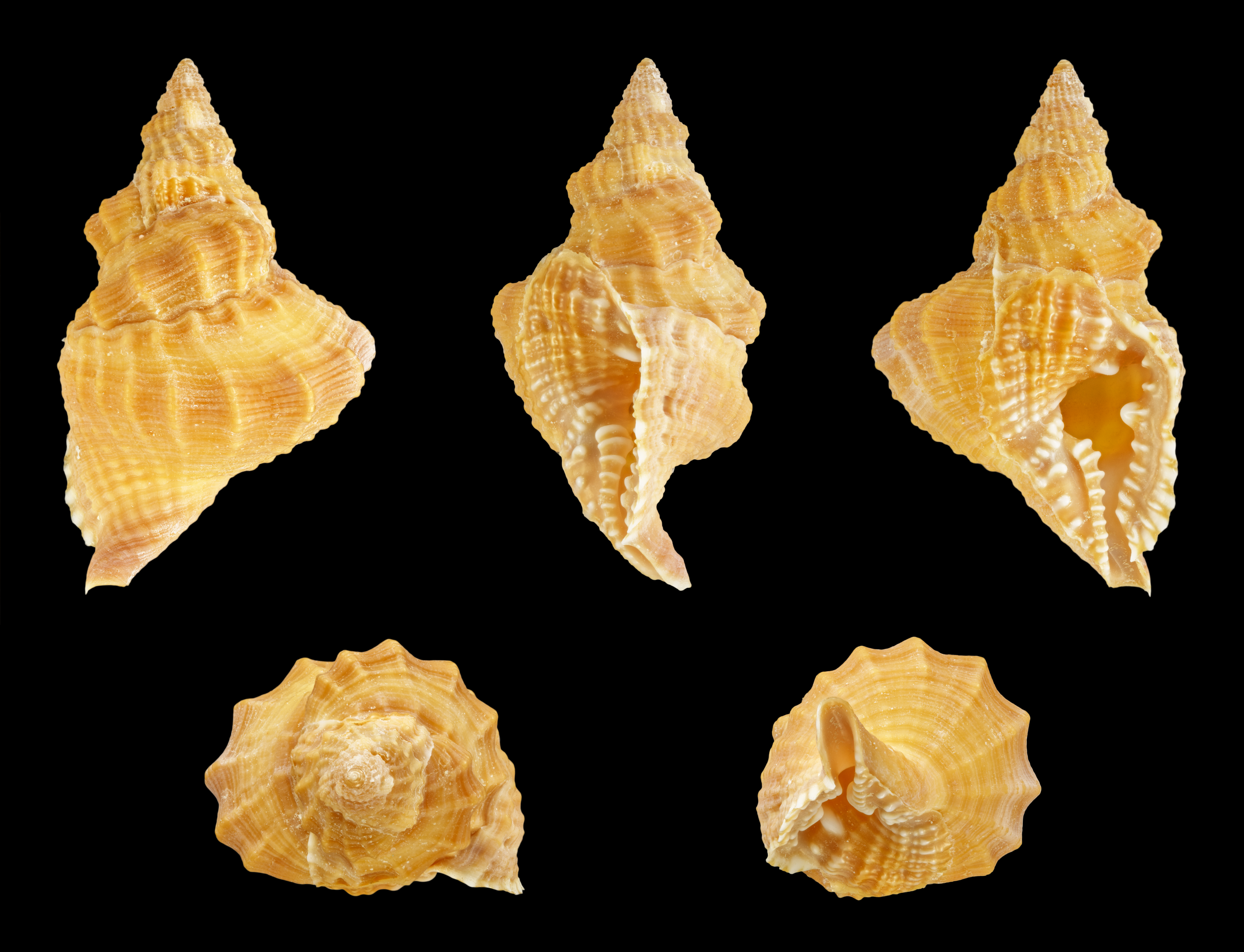
Distorsio kurzi (Personidae).
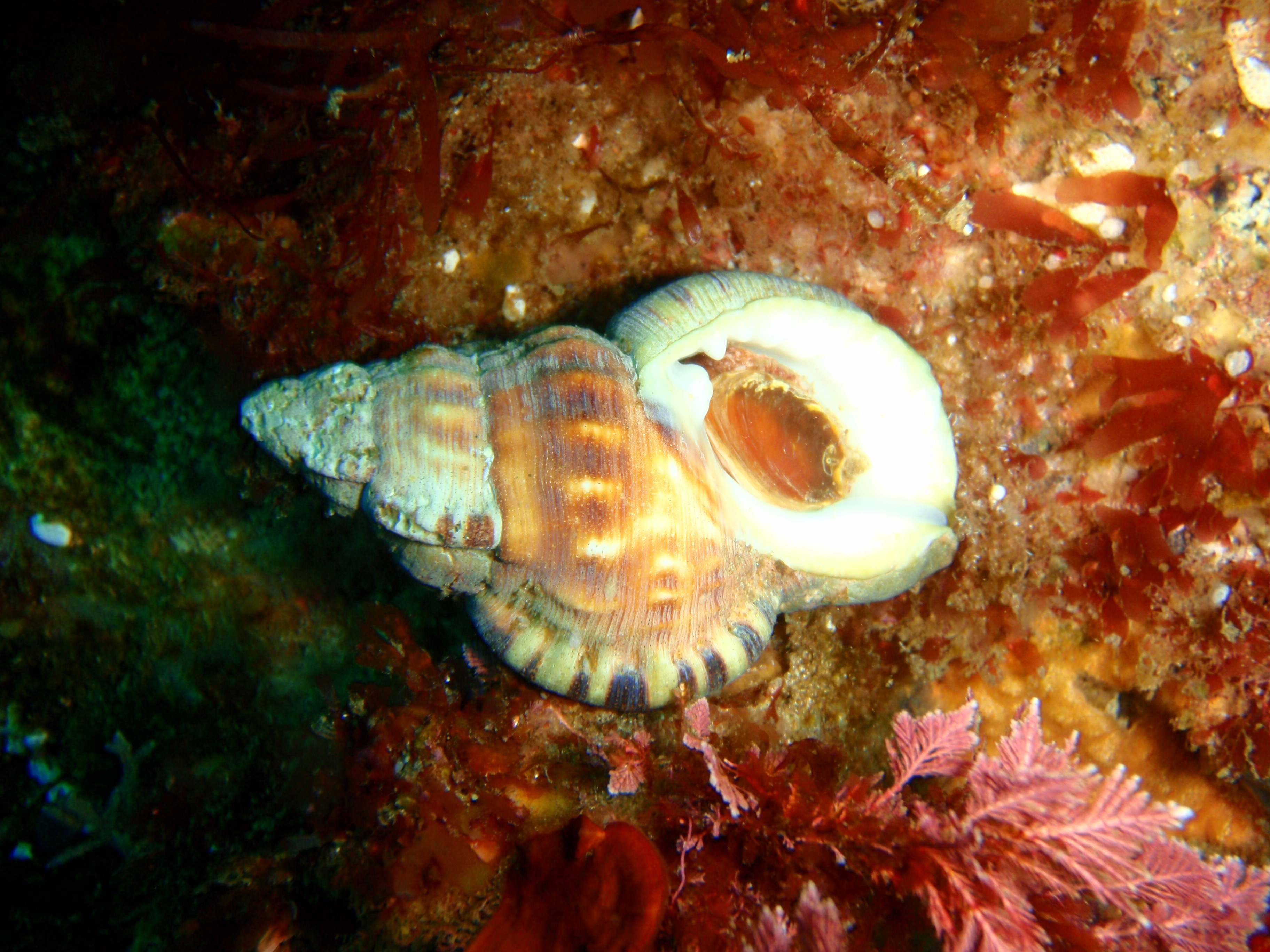
Ranella australasia (Ranellidae).
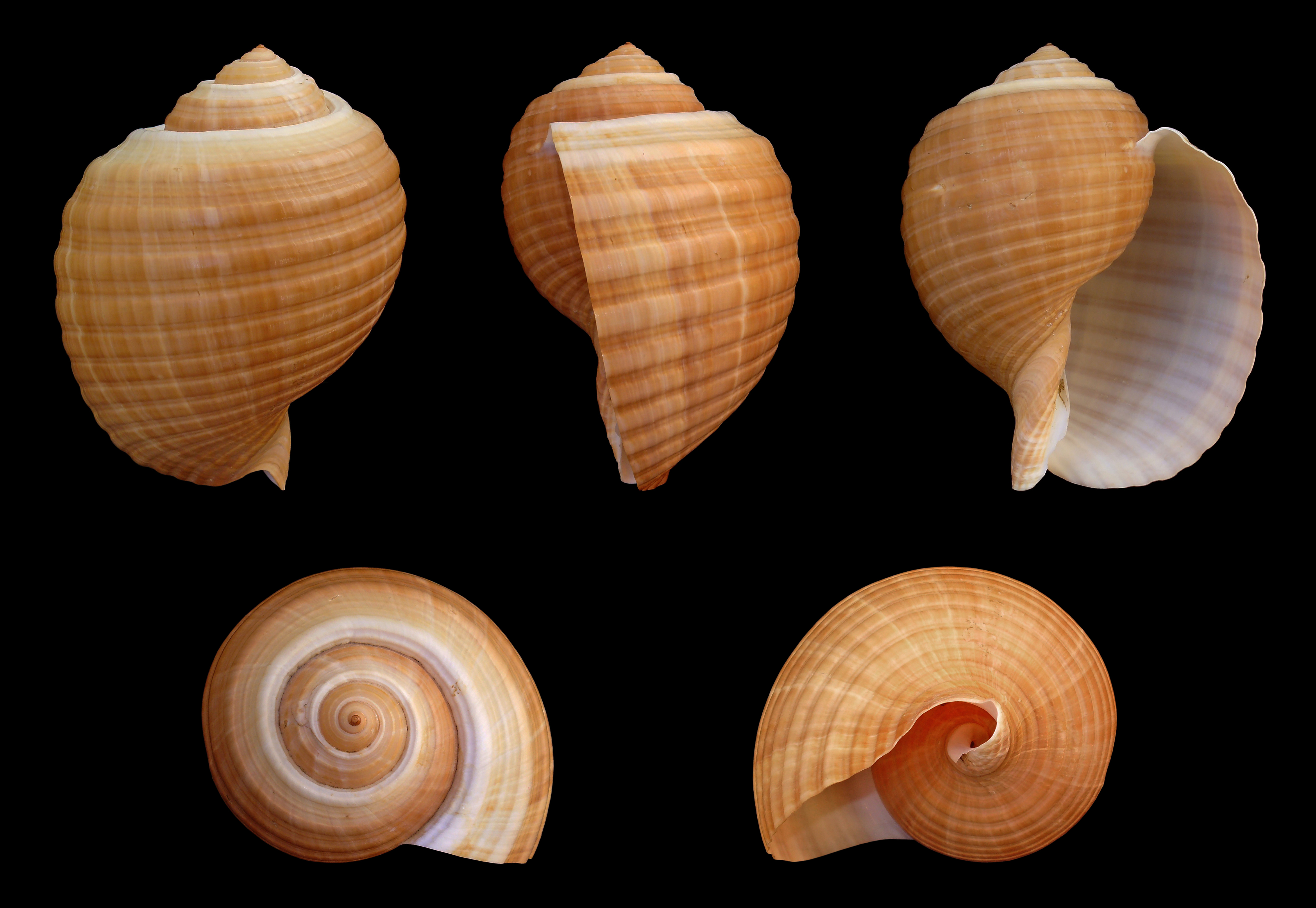
Tonna galea (Tonnidae).
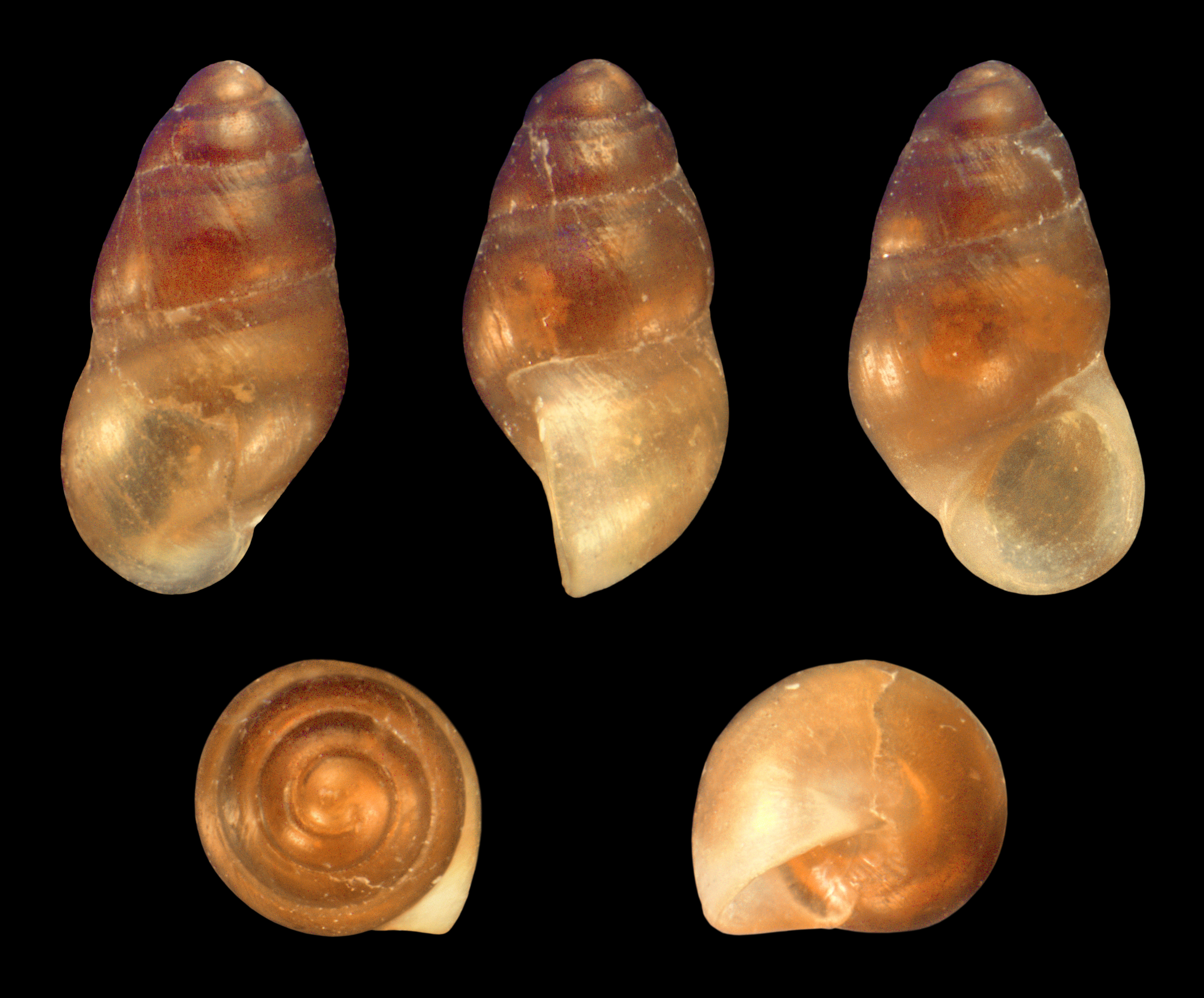
Pisinna glabrata (Anabathridae).
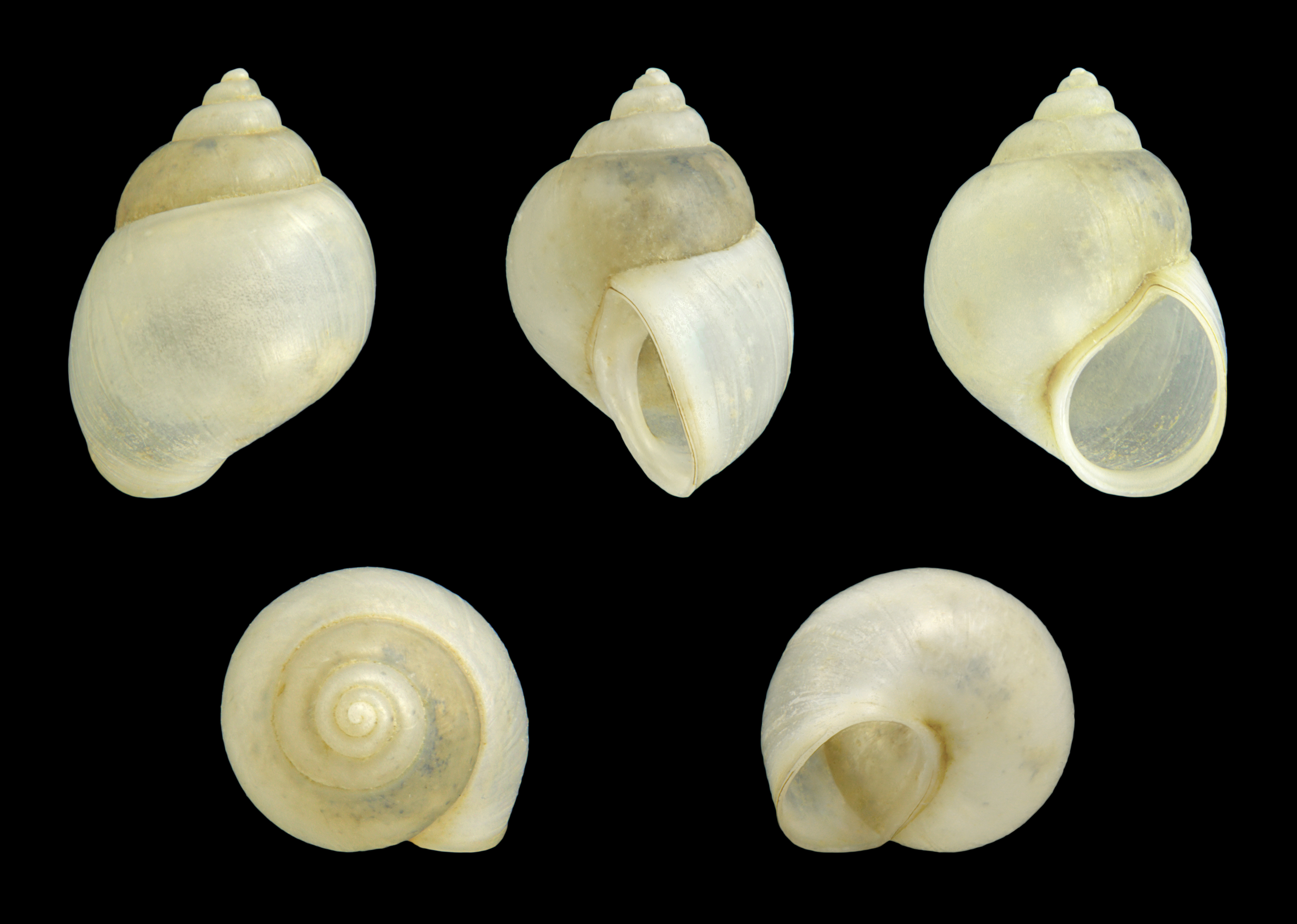
Bithynia tentaculata (Bithyniidae).
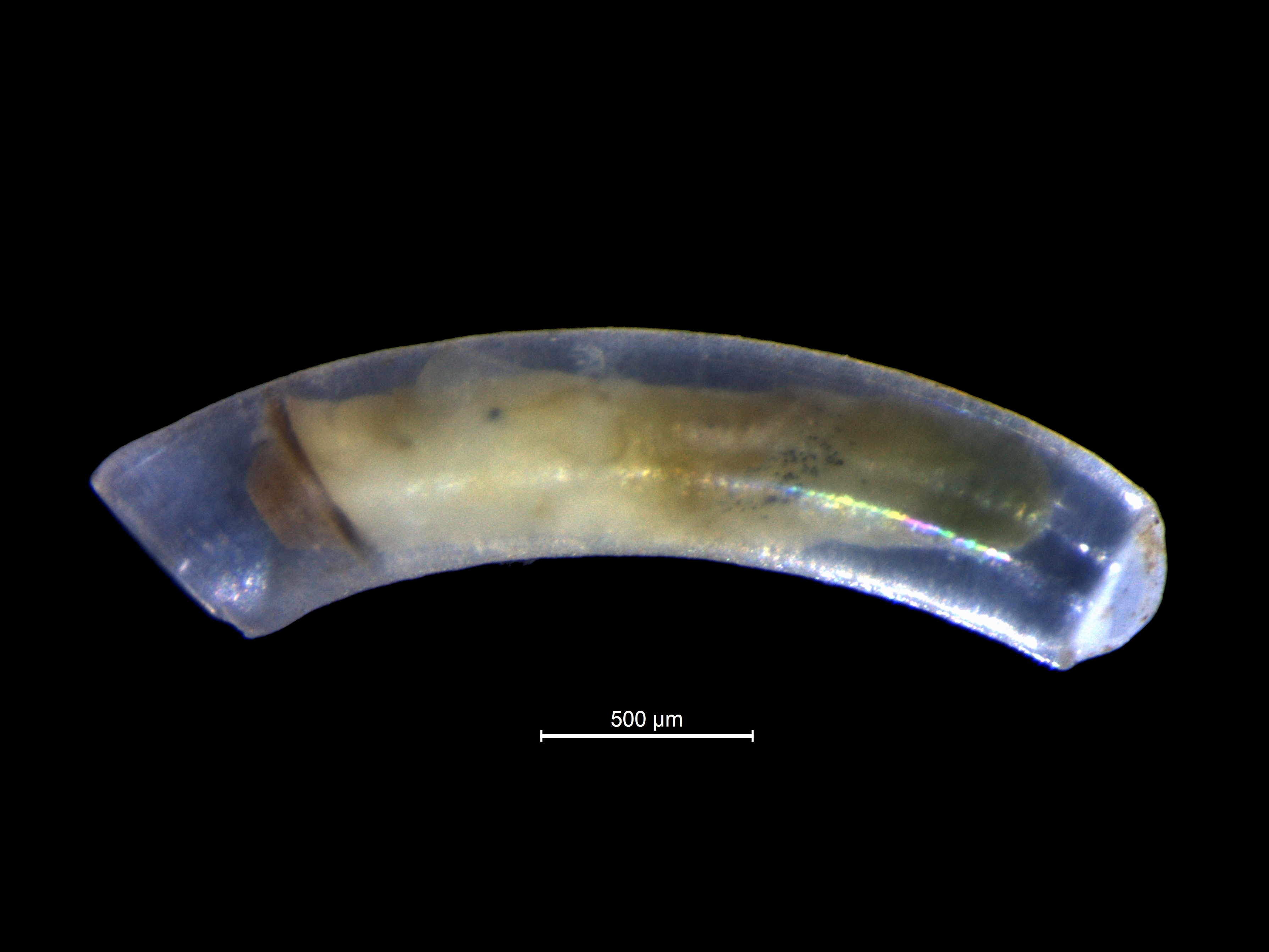
Caecum glabrum (Caecidae).
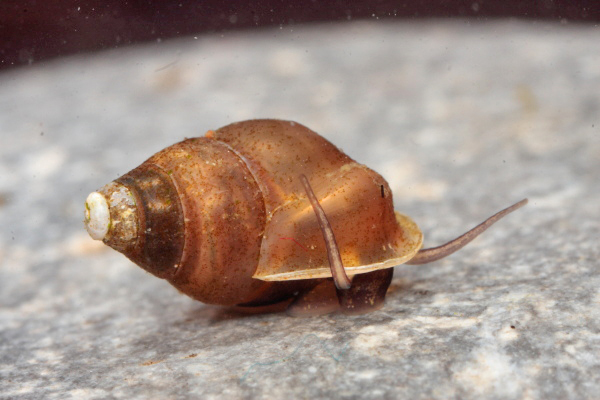
Emericia patula (Emmericiidae).
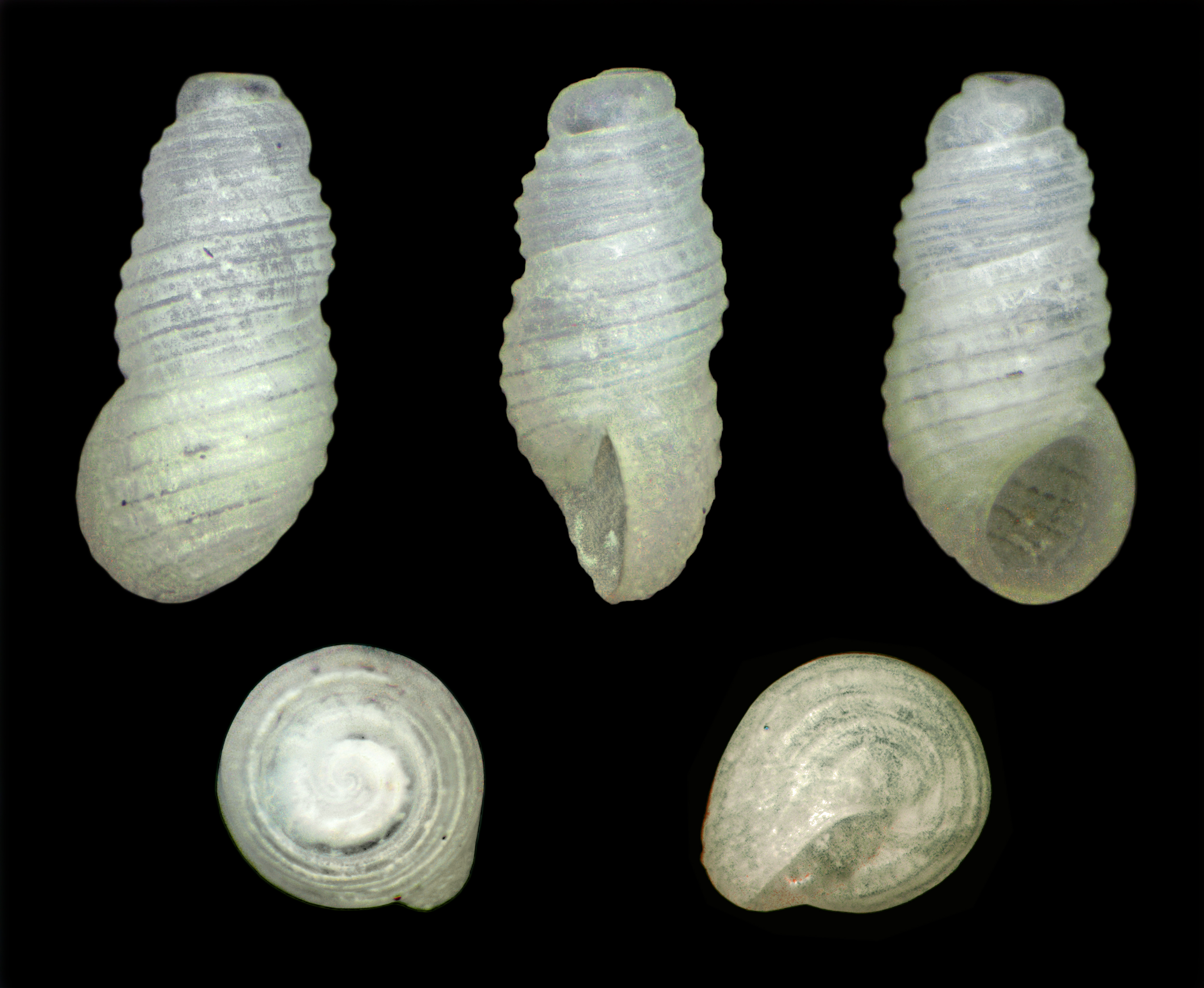
Liroceratia sulcata (Iravadiidae).
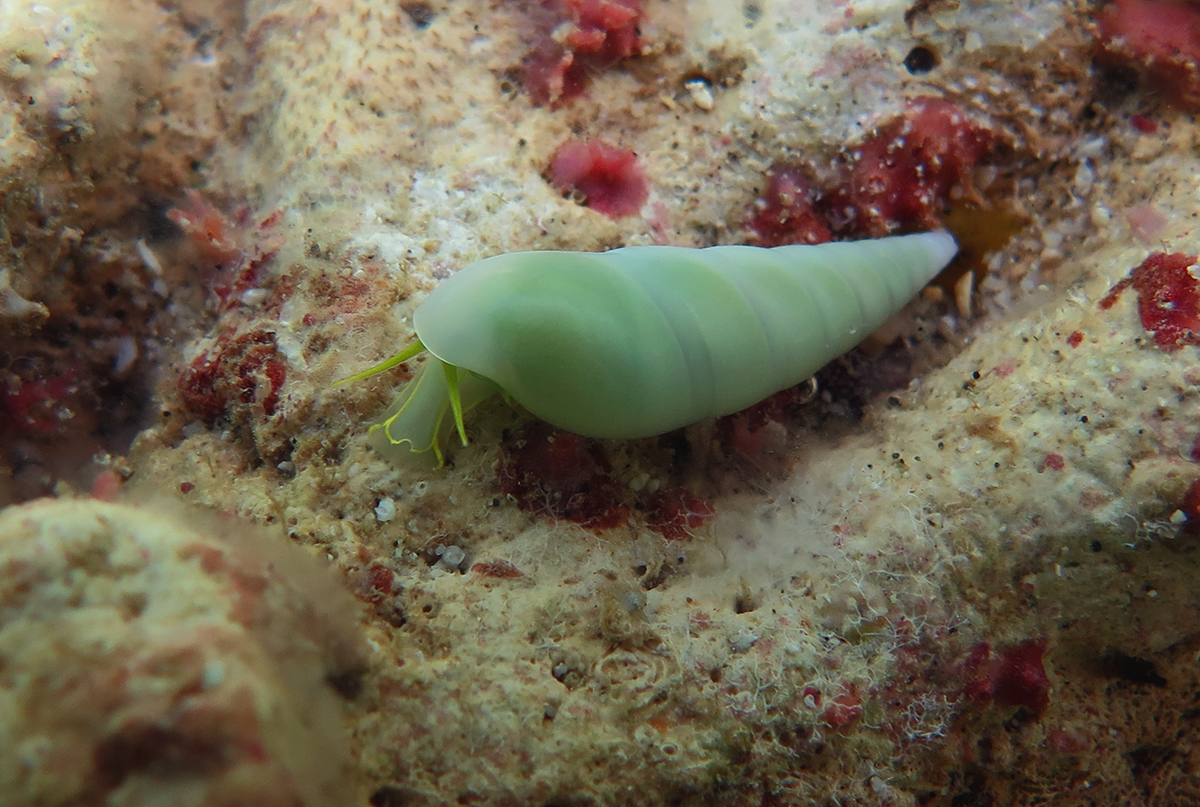
Melanella dufresnii (Eulimidae).
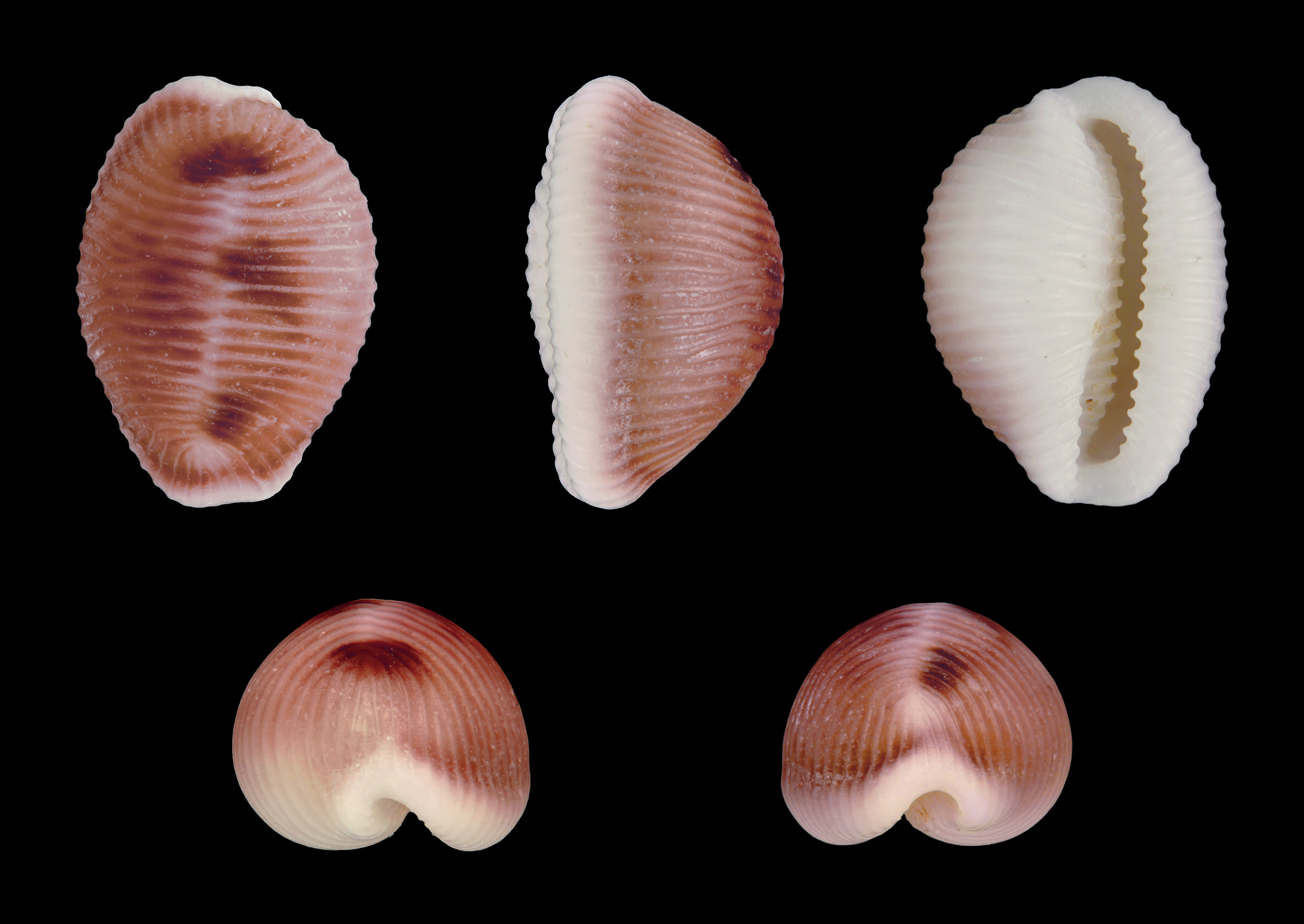
Trivia monacha (Triviidae).
Thylacodes arenarius (Vermetidae).
Xenophora pallidula (Xenophoridae).